# Ste-Anne (Gassicourt)

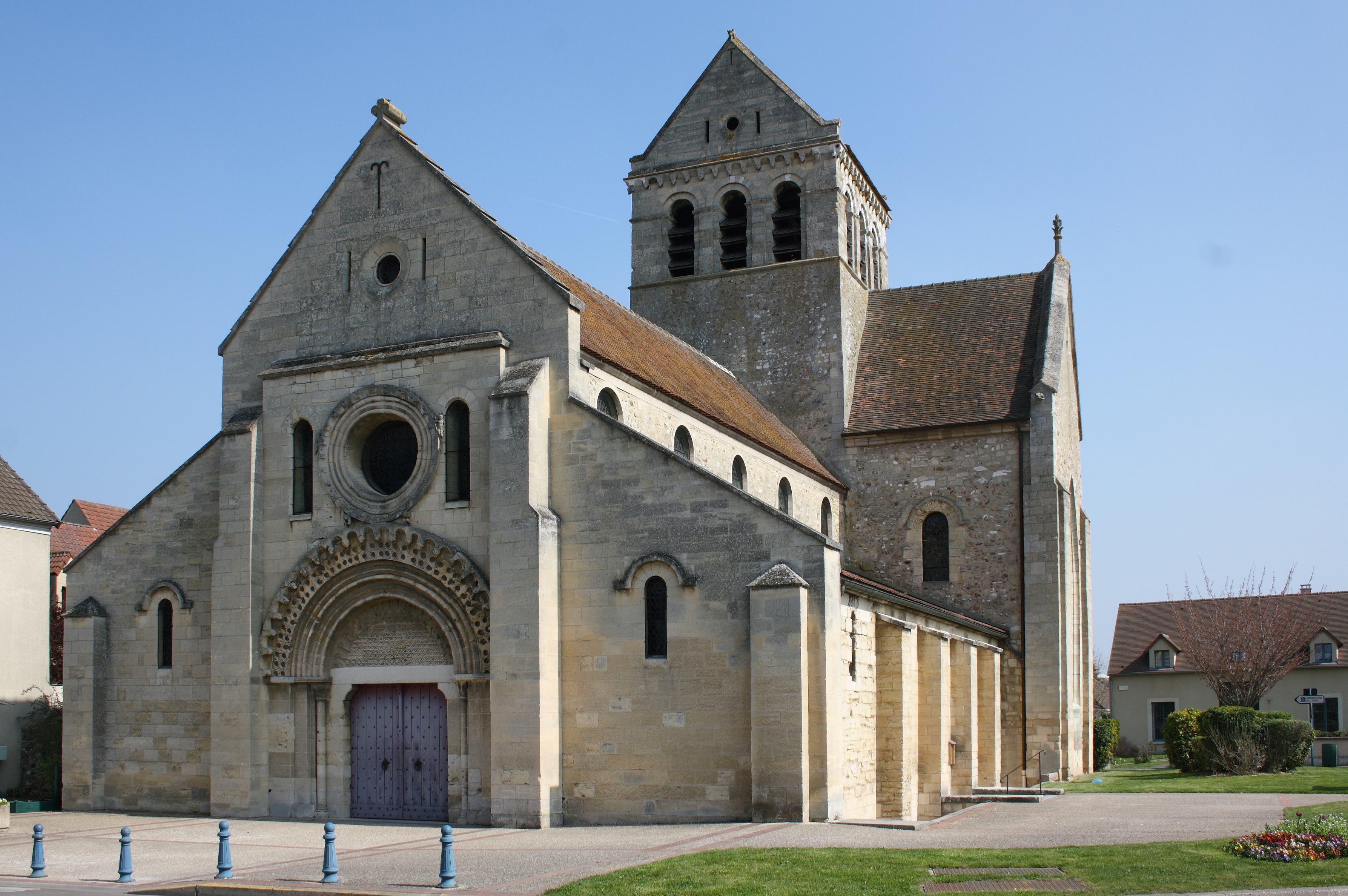
Pfarrkirche Sainte-Anne in Gassicourt

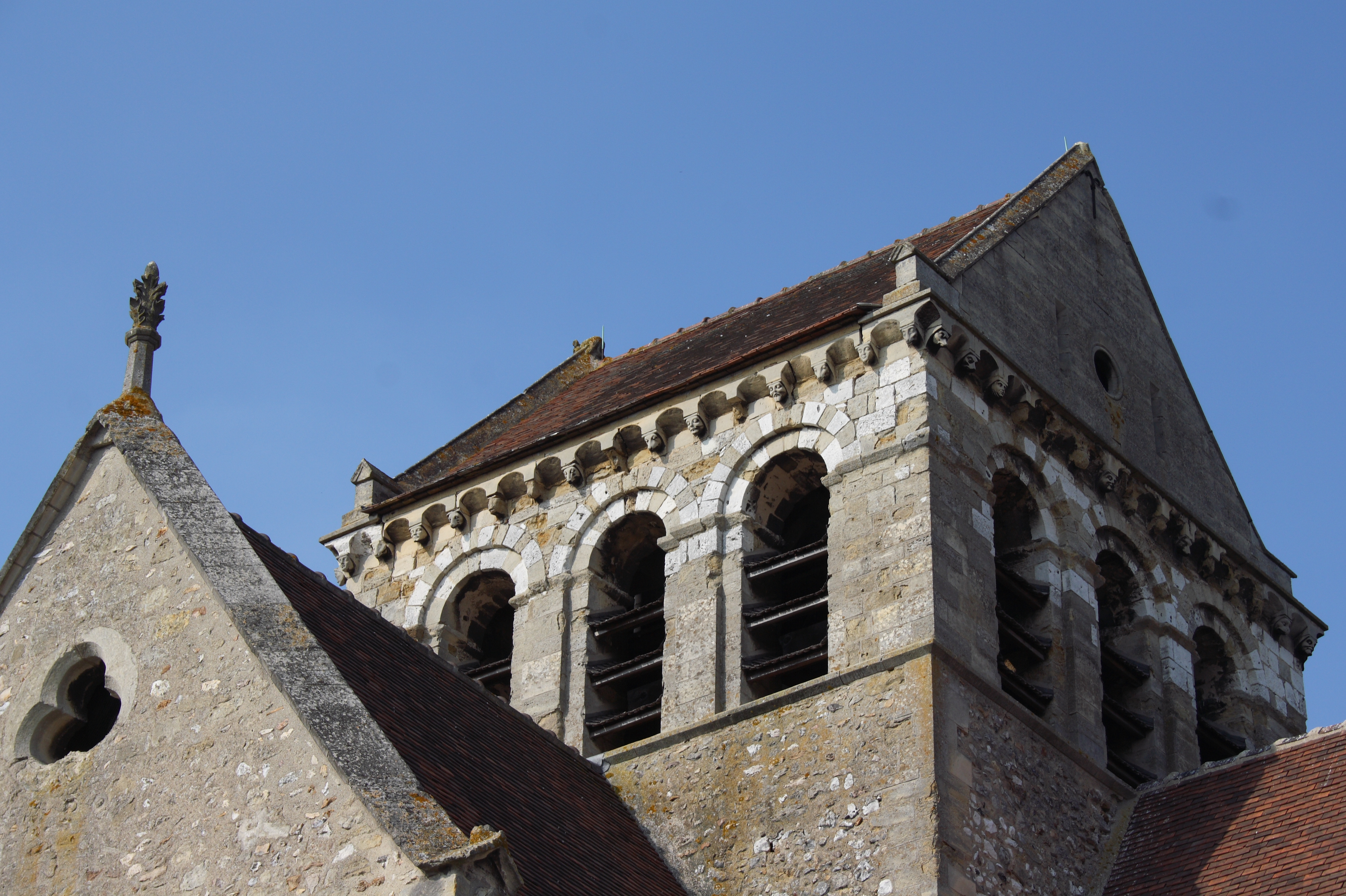
Glockenturm

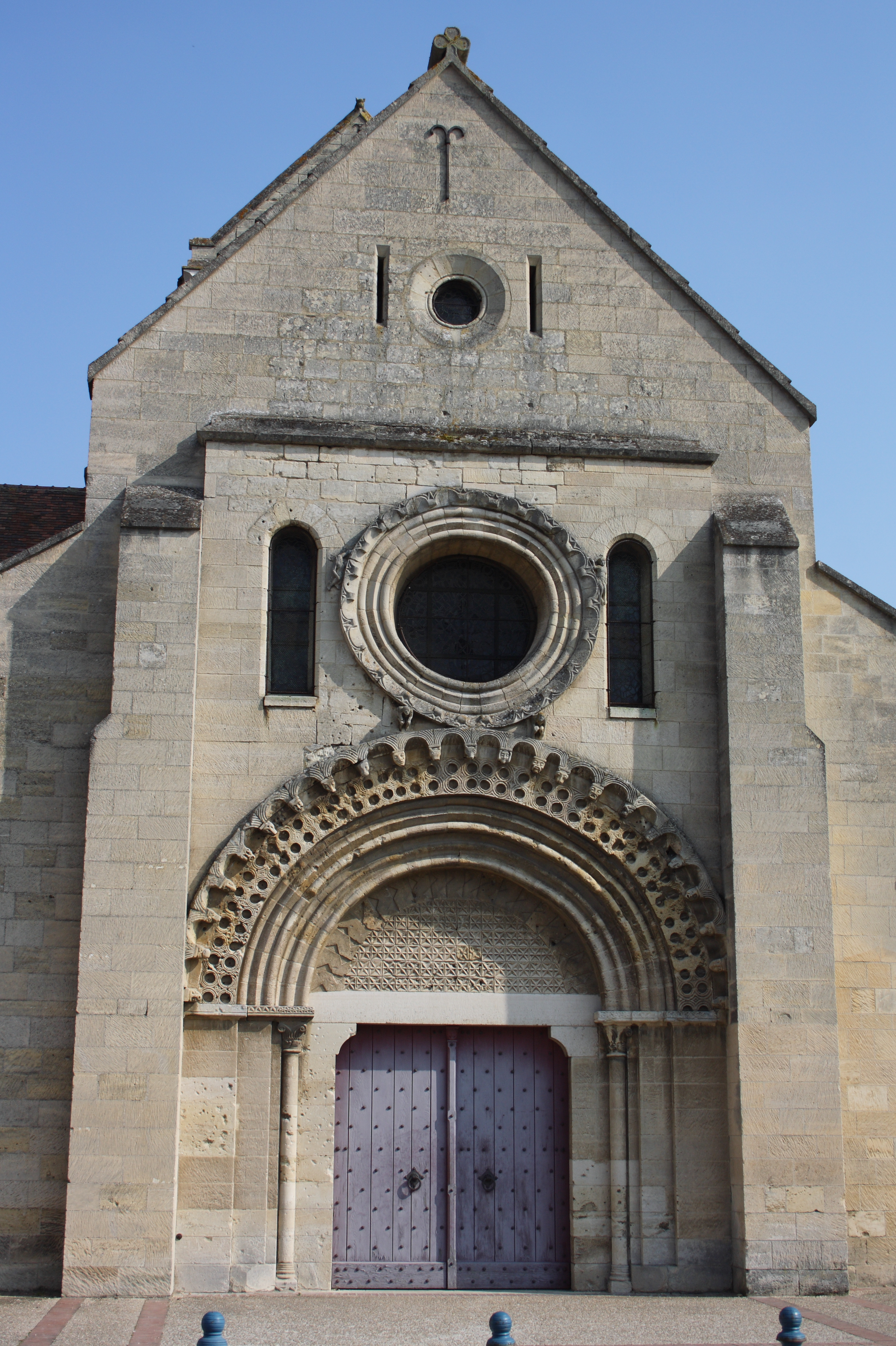
Westfassade

Die römisch-katholische Pfarrkirche Sainte-Anne in Gassicourt, einem Stadtteil von Mantes-la-Jolie im Département Yvelines in der französischen Region Île-de-France, wurde Ende des 11. oder Anfang des 12. Jahrhunderts im Stil der Romanik errichtet. Aus romanischer Zeit stammen das Westportal und die Kapitelle des Langhauses. Im Chor und in den Querschiffarmen sind Bleiglasfenster aus dem 13. Jahrhundert erhalten. 1862 wurde die Kirche, die seit der Mitte des 17. Jahrhunderts der heiligen Anna geweiht ist, als Monument historique in die Liste der Baudenkmäler (Base Mérimée) in Frankreich aufgenommen.

## Geschichte
Die Kirche von Gassicourt gehörte einst zu einem dem heiligen Sulpicius II. von Bourges geweihten Priorat der Benediktinerabtei Cluny. Im Jahr 1074 erhielt das Kloster Cluny eine Schenkung von Simon von Crépy, dem Grafen von Mantes, worauf die Mönche in Gassicourt mit dem Bau von Klostergebäuden, eines Kreuzgangs und der heutigen Kirche begannen. Im 13. Jahrhundert wurde das Querschiff mit einem Kreuzrippengewölbe versehen und der rechteckige Chor erneuert. 1295 bestätigte Papst Bonifatius VIII. in einer Päpstlichen Bulle die Umwandlung des Priorats in eine Kommende. Berühmte Pröpste des Priorats waren Jacques Bénigne Bossuet (1627–1704), Bischof von Meaux, und sein Neffe Jacques Bénigne Bossuet (1664–1743), Bischof von Troyes. 1739 wurde das Kloster, in dem nur noch drei oder vier Mönche lebten, aufgehoben. Die Kirche wurde anschließend als Pfarrkirche genutzt, die Konventsgebäude wurden verkauft und teilweise abgerissen. 
Im 19. Jahrhundert wurden umfangreiche Renovierungsarbeiten durchgeführt. Die Fassade und der Glockenturm wurden restauriert und das nördliche Seitenschiff erneuert. Im Zweiten Weltkrieg wurde die Kirche durch Bombardierungen beschädigt. Bei der anschließenden Renovierung ersetzte man das im 16. Jahrhundert in das Hauptschiff eingezogene Flamboyantgewölbe durch eine Holzdecke, ähnlich der, mit der das romanische Hauptschiff ursprünglich gedeckt war.

## Architektur

### Außenbau

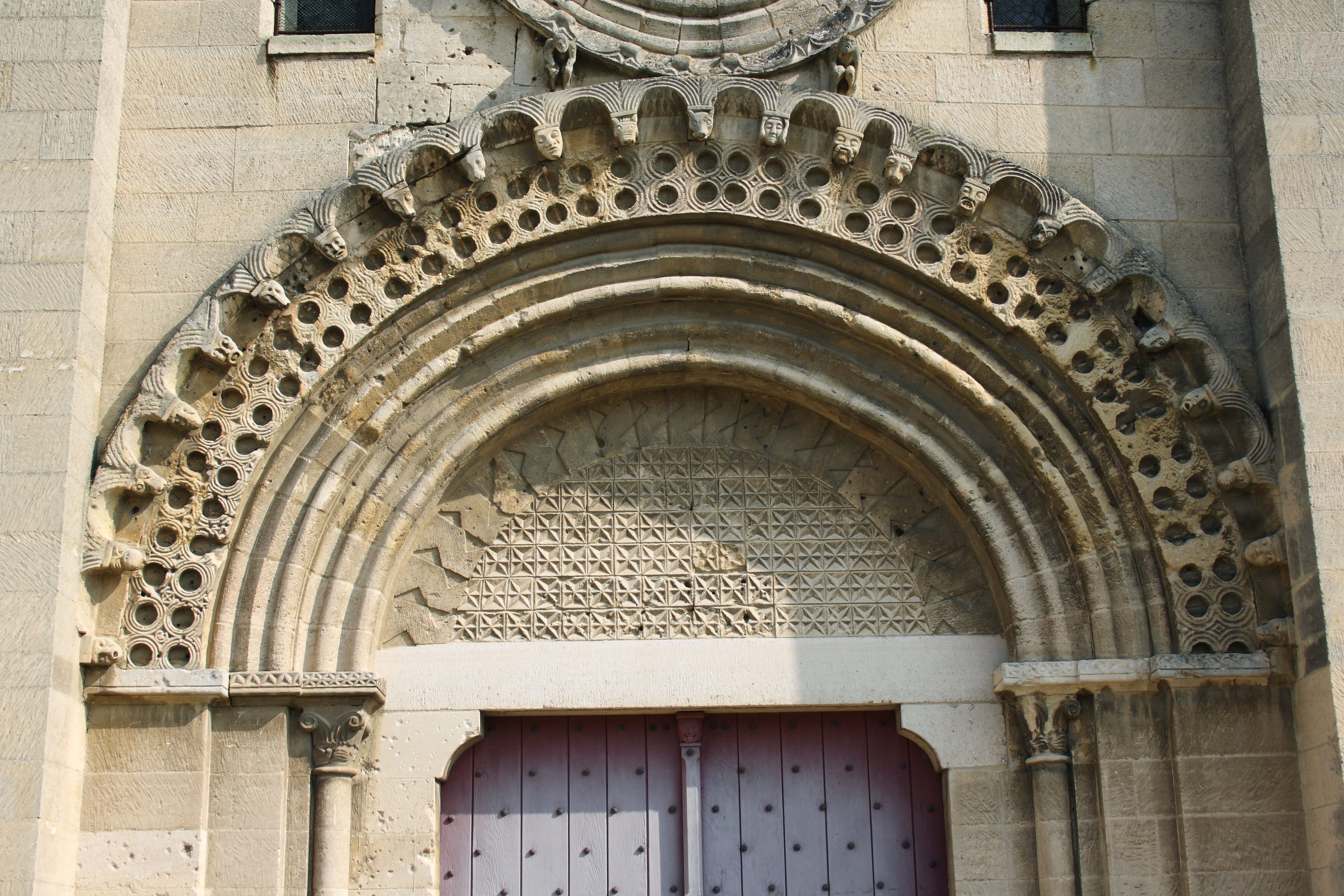
Portal

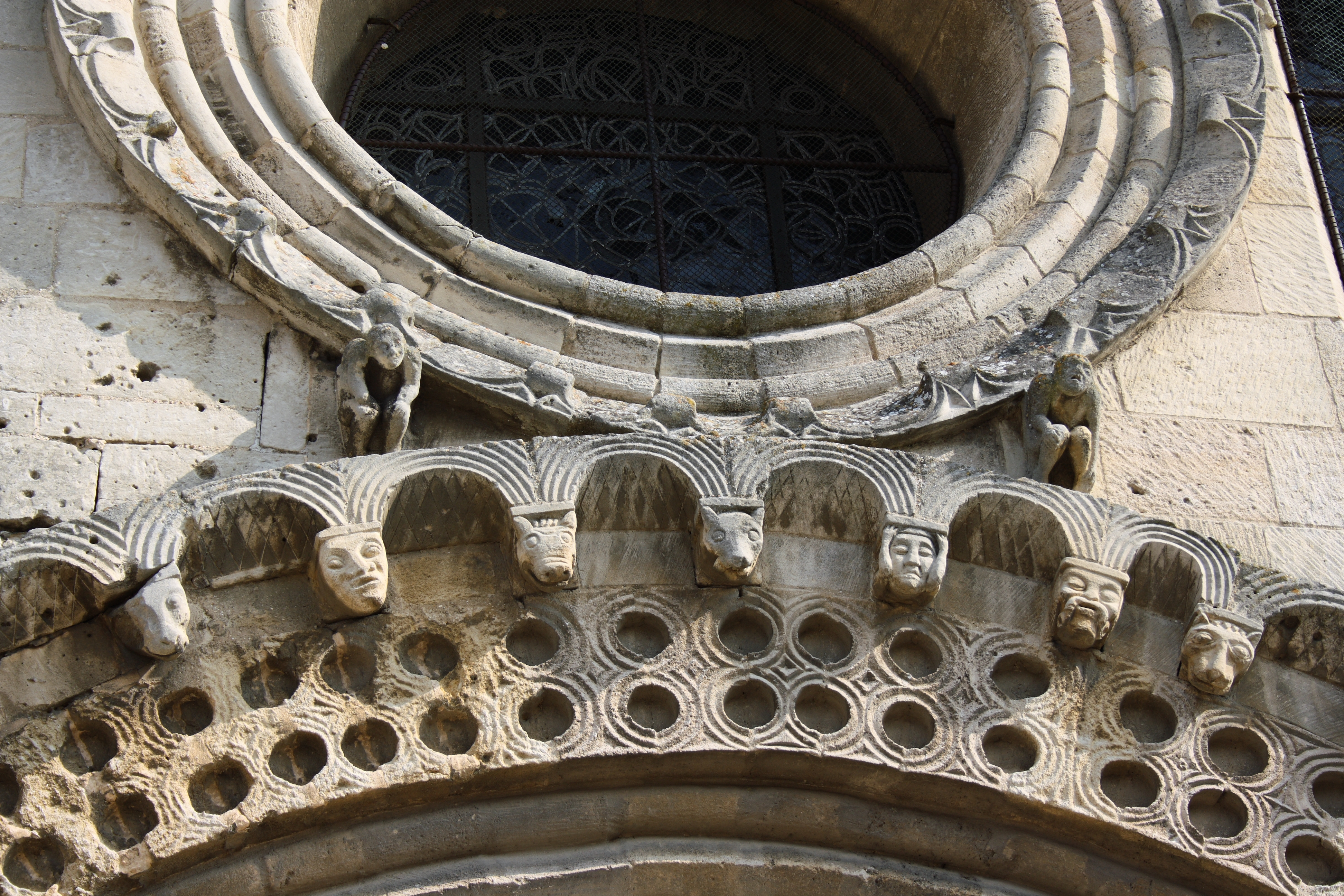
Archivolten des Portals

An der Westfassade befindet sich das romanische, von Archivolten gerahmte Hauptportal. Es wird seitlich von zwei mächtigen Strebepfeilern eingefasst. Das Tympanon ist in kleine Quadrate eingeteilt, deren Flächen mit Sternen gefüllt sind. Darüber wölben sich mit Rundstäben verzierte Archivolten. Diese werden von einem Band gerahmt, dessen Dekor aus zwei Reihen kreisrunder, von feinen Linien umschlungenen Öffnungen besteht. In den äußeren Bogen sind ebenfalls feine Linien geritzt, die in Kragsteinen mit skulptierten Köpfen münden. Über dem Portal öffnen sich zwei schmale Rundbogenfenster und in der Mitte ein von profilierten Schmuckrahmen eingefasstes Rundfenster, an dem seitlich und unten zwei kleine Figuren angebracht sind.
Über der Vierung erhebt sich der quadratische, knapp 24 Meter hohe Glockenturm. Er ist auf allen vier Seiten von drei rundbogigen Klangarkaden durchbrochen. Unter dem Ansatz des Satteldaches verläuft ein Blendbogenfries, der auf skulptieren Kragsteinen aufliegt.

### Innenraum

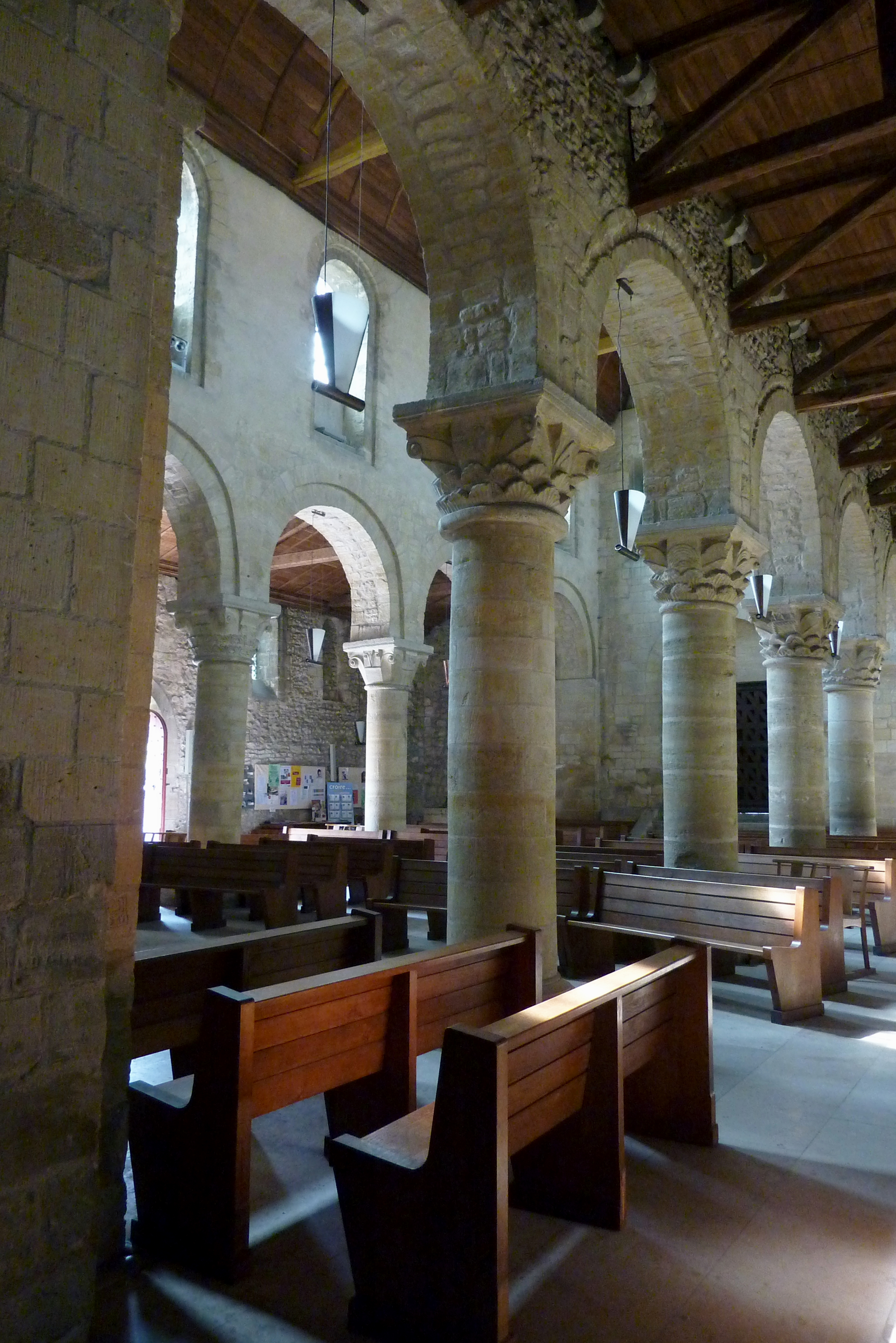
Langhaus

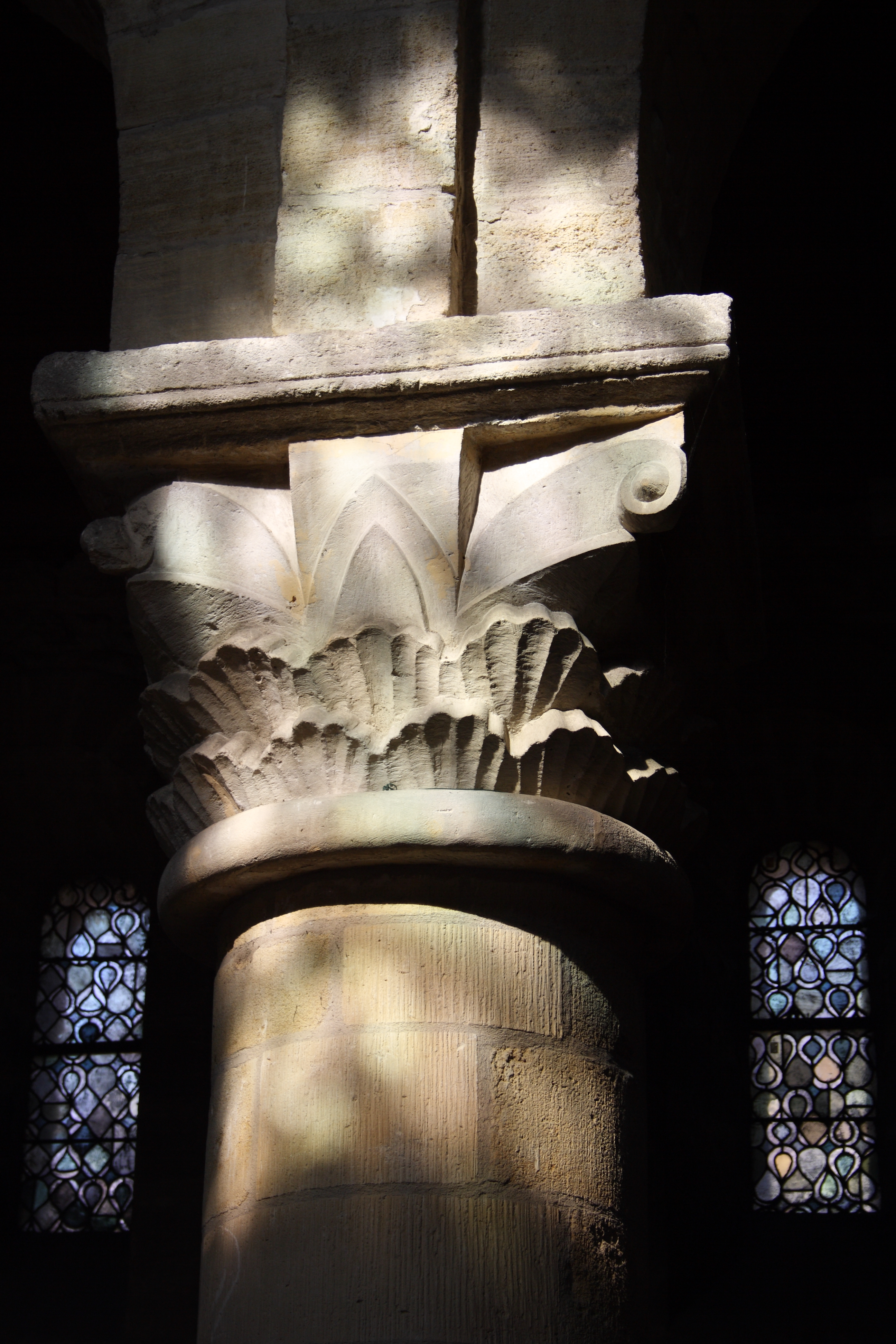
Kapitell

Das dreischiffige Langhaus ist in fünf Joche gegliedert. Einfach gestufte Rundbogenarkaden auf kräftigen Säulen trennen das Hauptschiff von den beiden Seitenschiffen. Die romanischen Kapitelle der Säulen sind wuchtig und mit schlichten geometrischen Motiven verziert. Das Mittelschiff ist auf beiden Seiten von fünf Rundbogenfenstern durchbrochen. Der Chor ist rechteckig geschlossen und wird von gotischen Maßwerkfenstern durchbrochen.

## Wandmalereien
An den Wänden und am Gewölbe des südlichen Querhauses sind Reste von Wandmalereien aus dem 15. Jahrhundert erhalten. Am Gewölbe sind Engel mit den Leidenswerkzeugen zu erkennen, an den Wänden war vermutlich das Jüngste Gericht dargestellt.

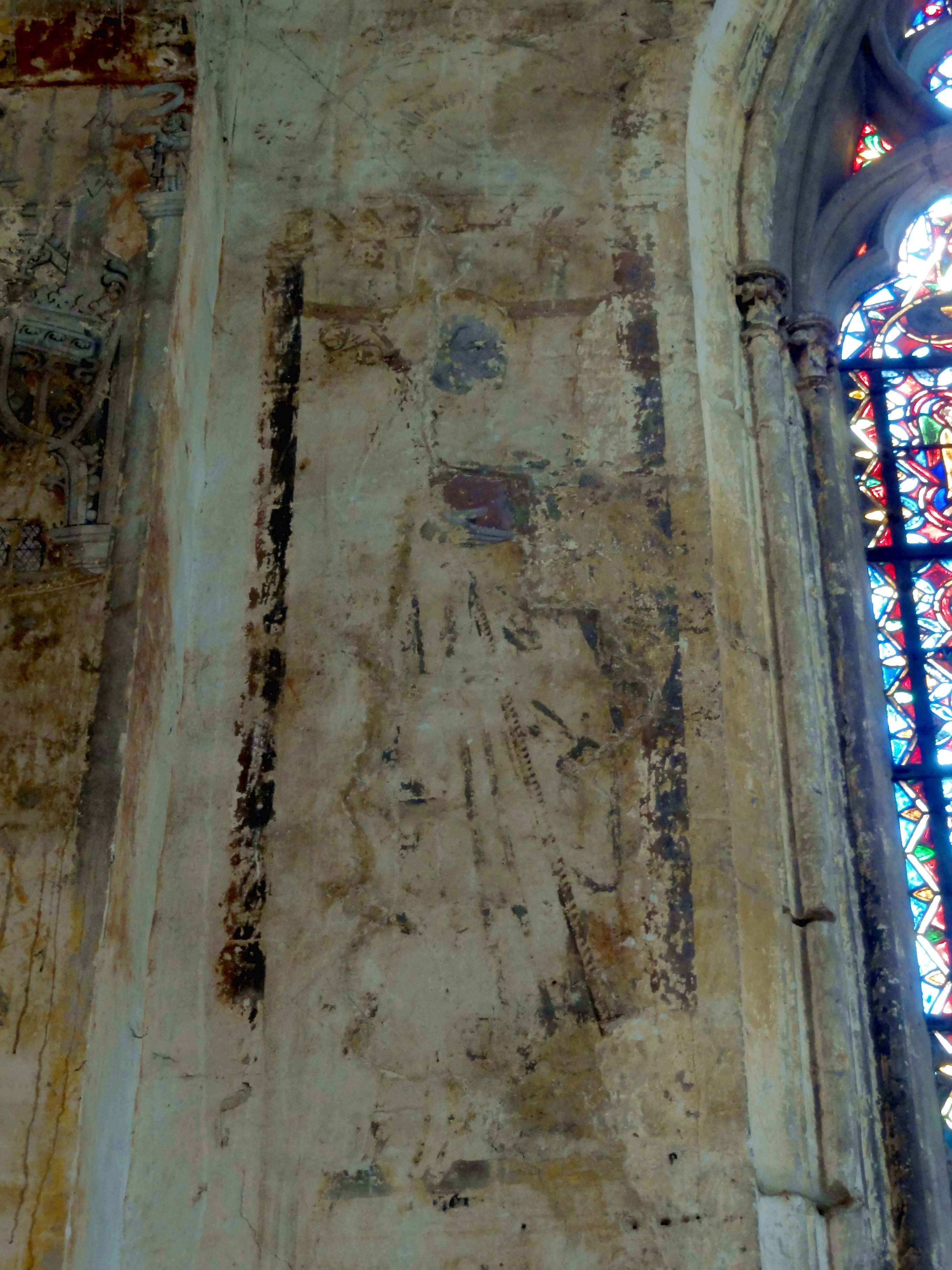
Jüngstes Gericht
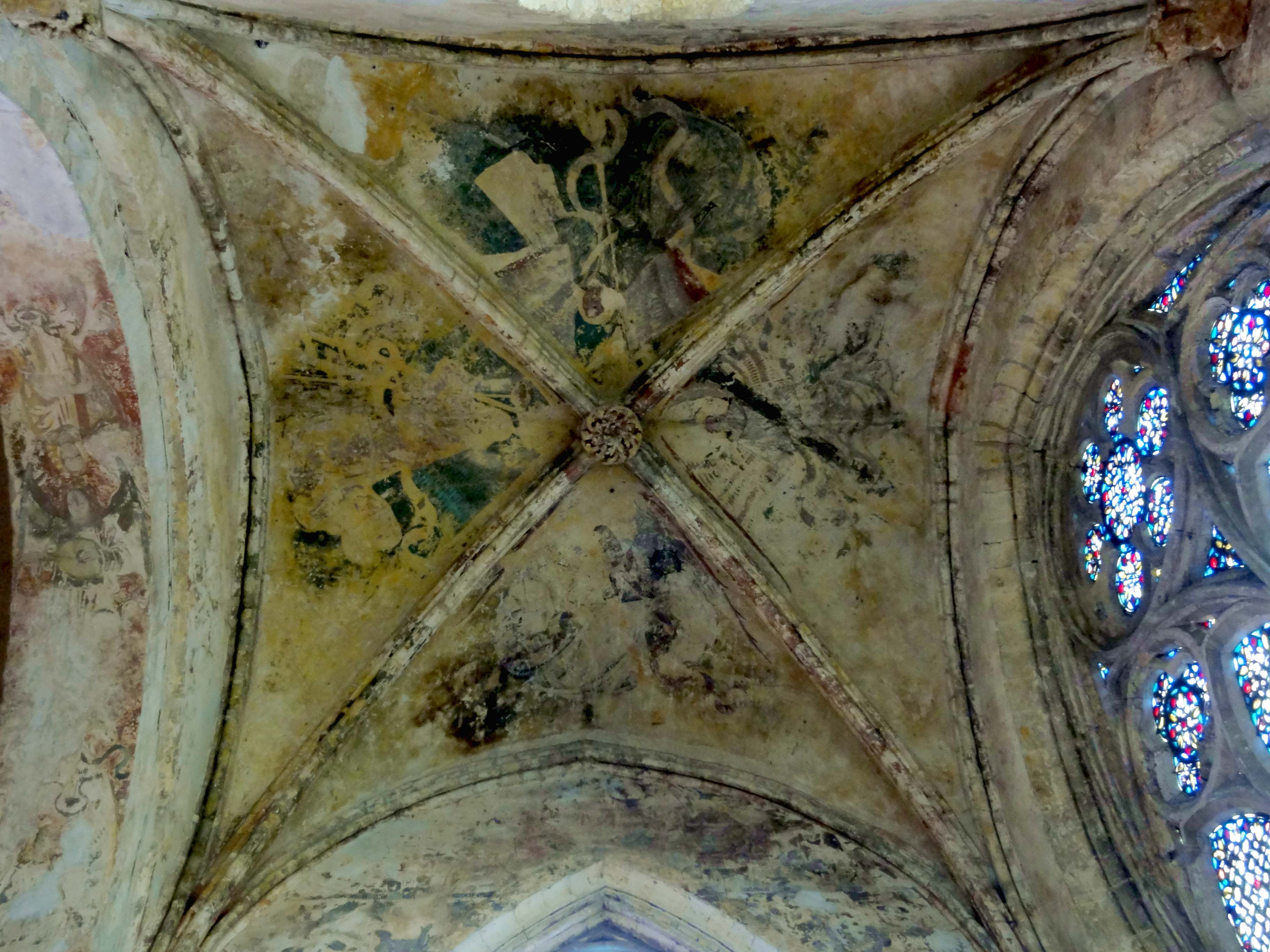
Engel mit Leidenswerkzeugen

## Bleiglasfenster

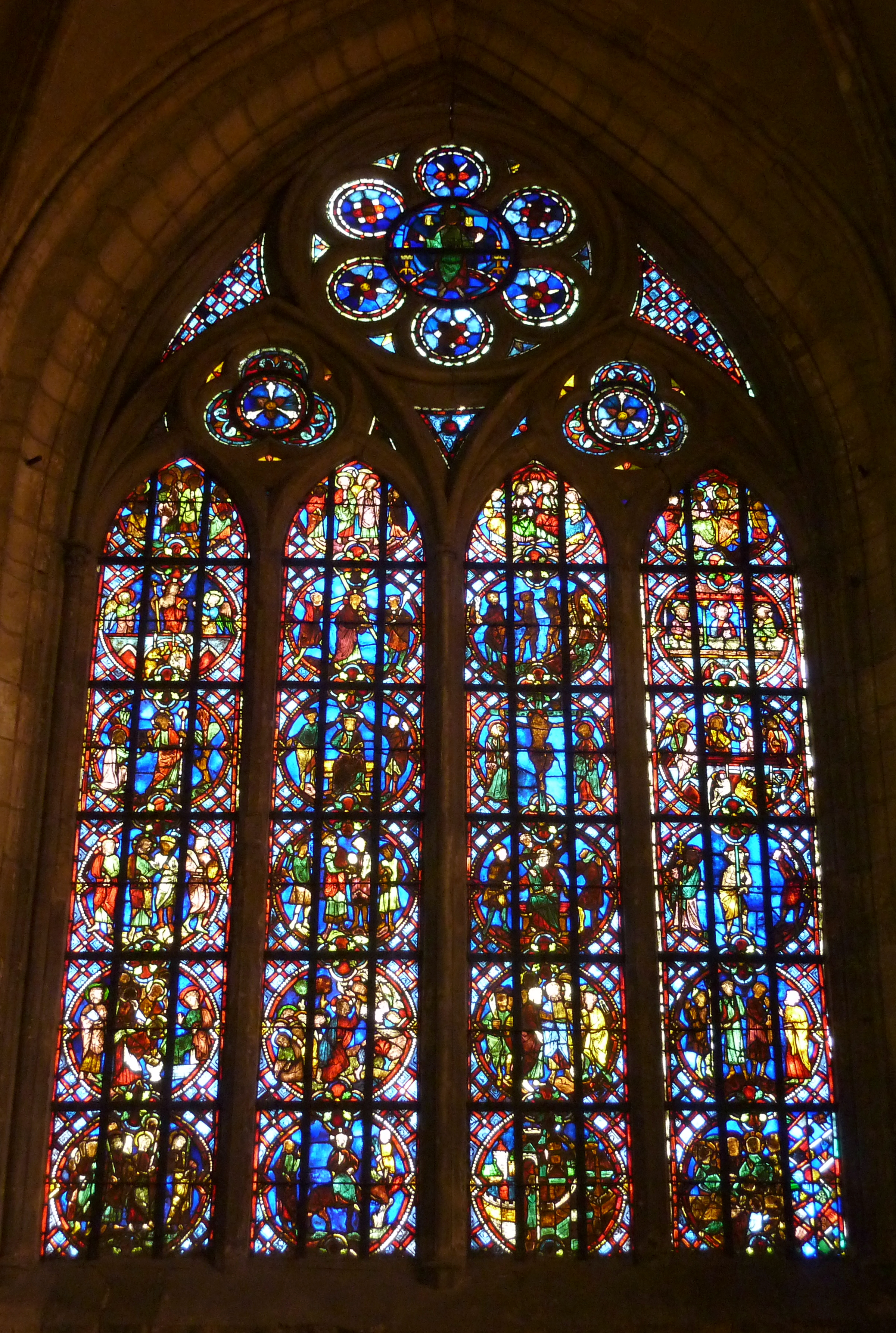
Chorfenster

- Zentrales Chorfenster (Fenster 0)

Das zentrale Chorfenster besteht aus vier Lanzetten mit je sechs Medaillons, auf denen Szenen der Passion und der Auferstehung Christi dargestellt sind. Auf dem Sechspassfenster des Bogenfeldes thront eine Majestas Domini. Das Fenster aus dem 13. Jahrhundert wurde mehrmals aus- und wieder eingebaut, wobei die Anordnung der einzelnen Szenen verändert wurde.

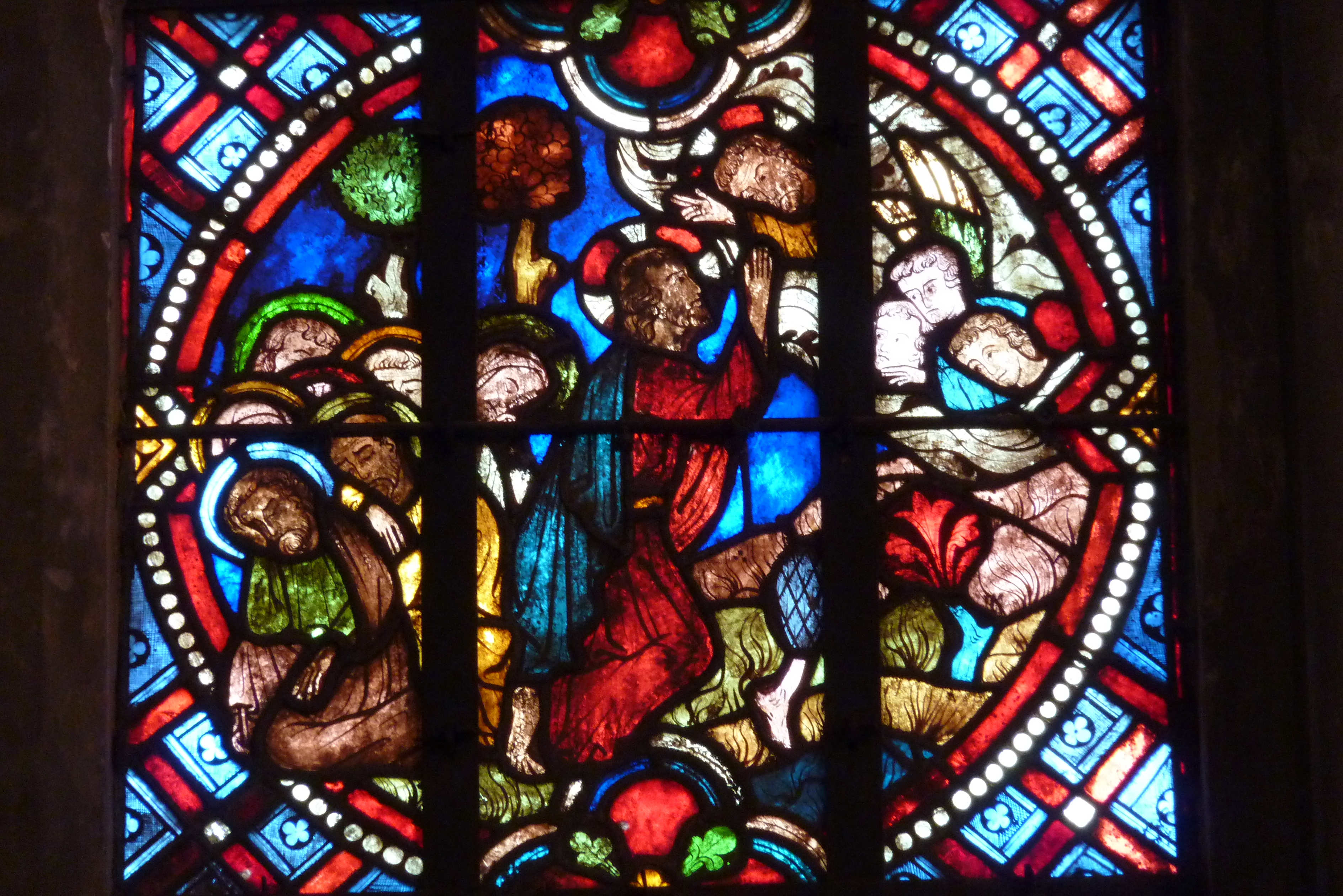
Jesus und die schlafenden Jünger am Ölberg
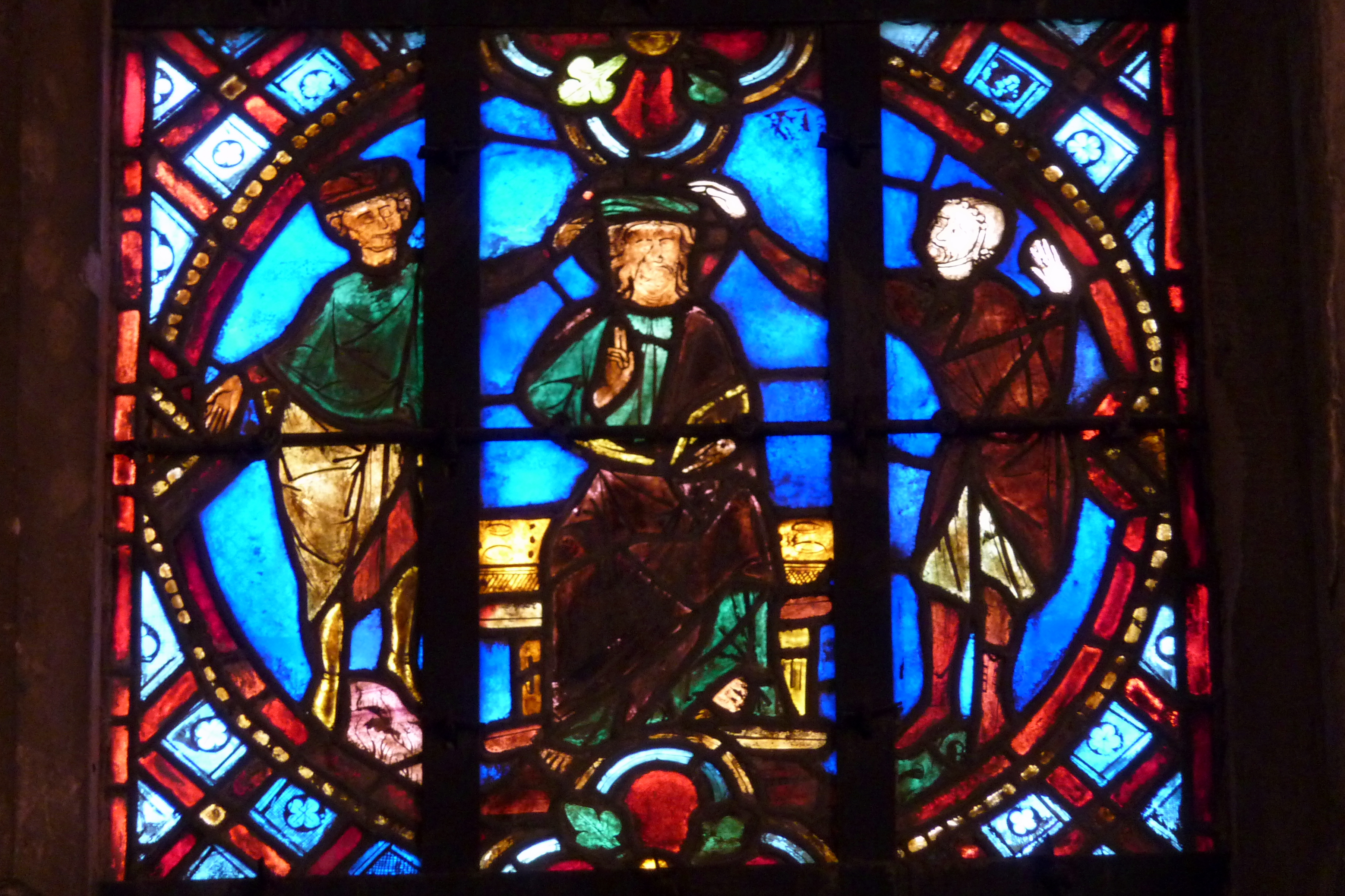
Dornenkrönung
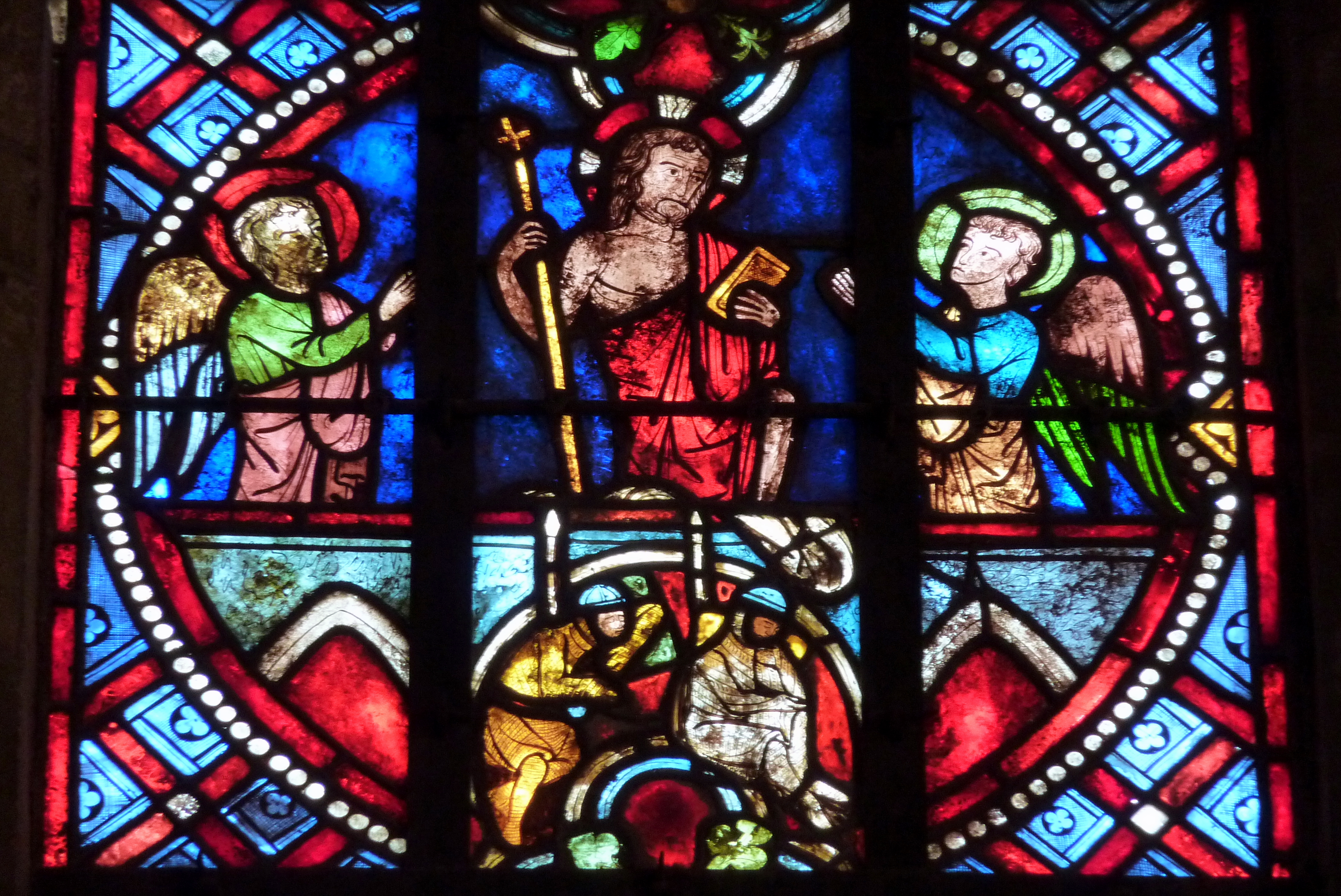
Auferstehung Christi
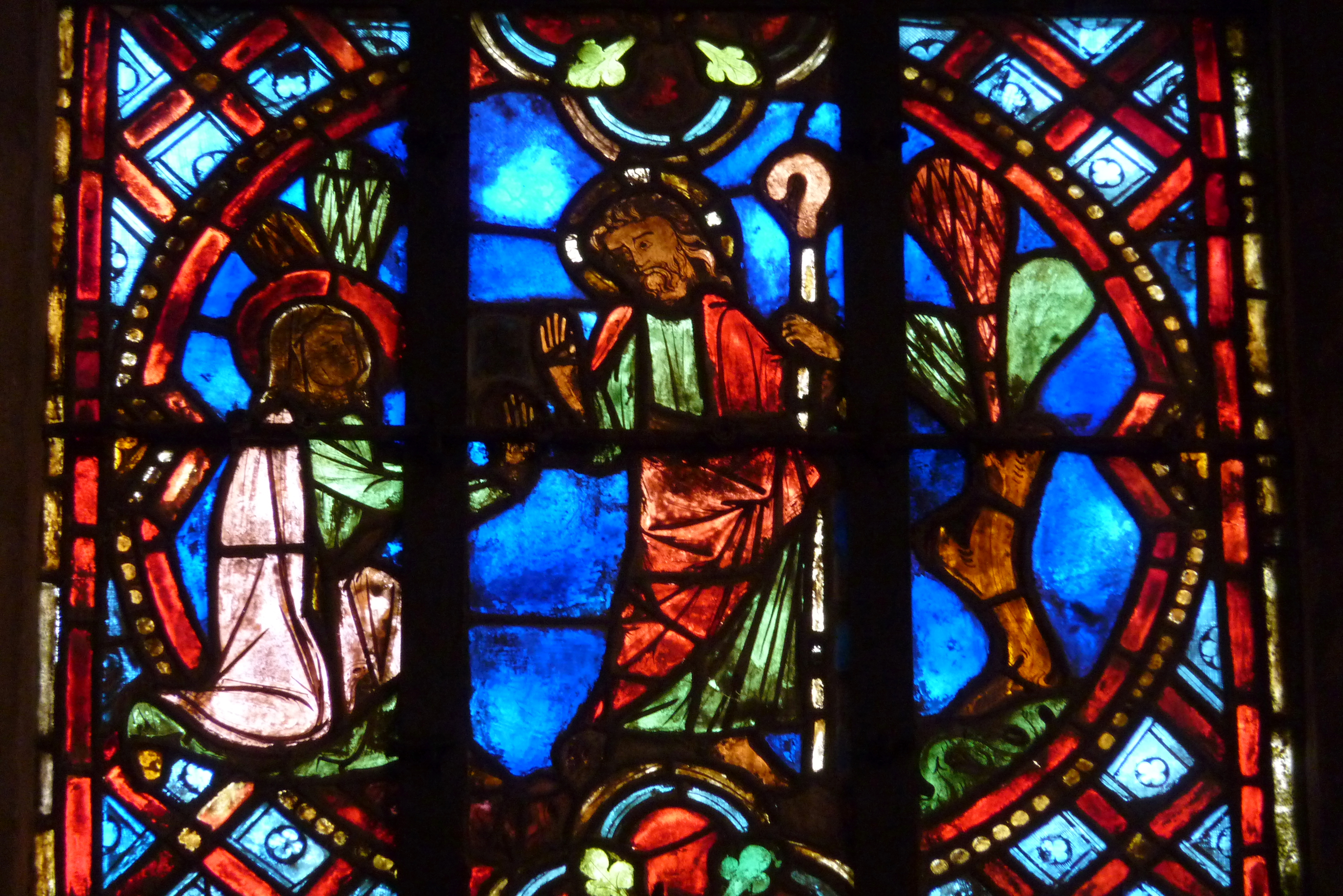
Noli me tangere

Die seitlichen Chorfenster haben eine Höhe von 5,40 Meter und sind für die kleine Kirche ungewöhnlich groß. Die Fenster wurden 1260/70 geschaffen und stellen jeweils vier Heilige dar. Die Bleiglasfenster waren ein Geschenk des französischen Königs Ludwig des Heiligen und seiner Mutter Blanka von Kastilien. Die Bordüren der Fenster sind mit Lilien und Burgen verziert, den Emblemen der Stifter.

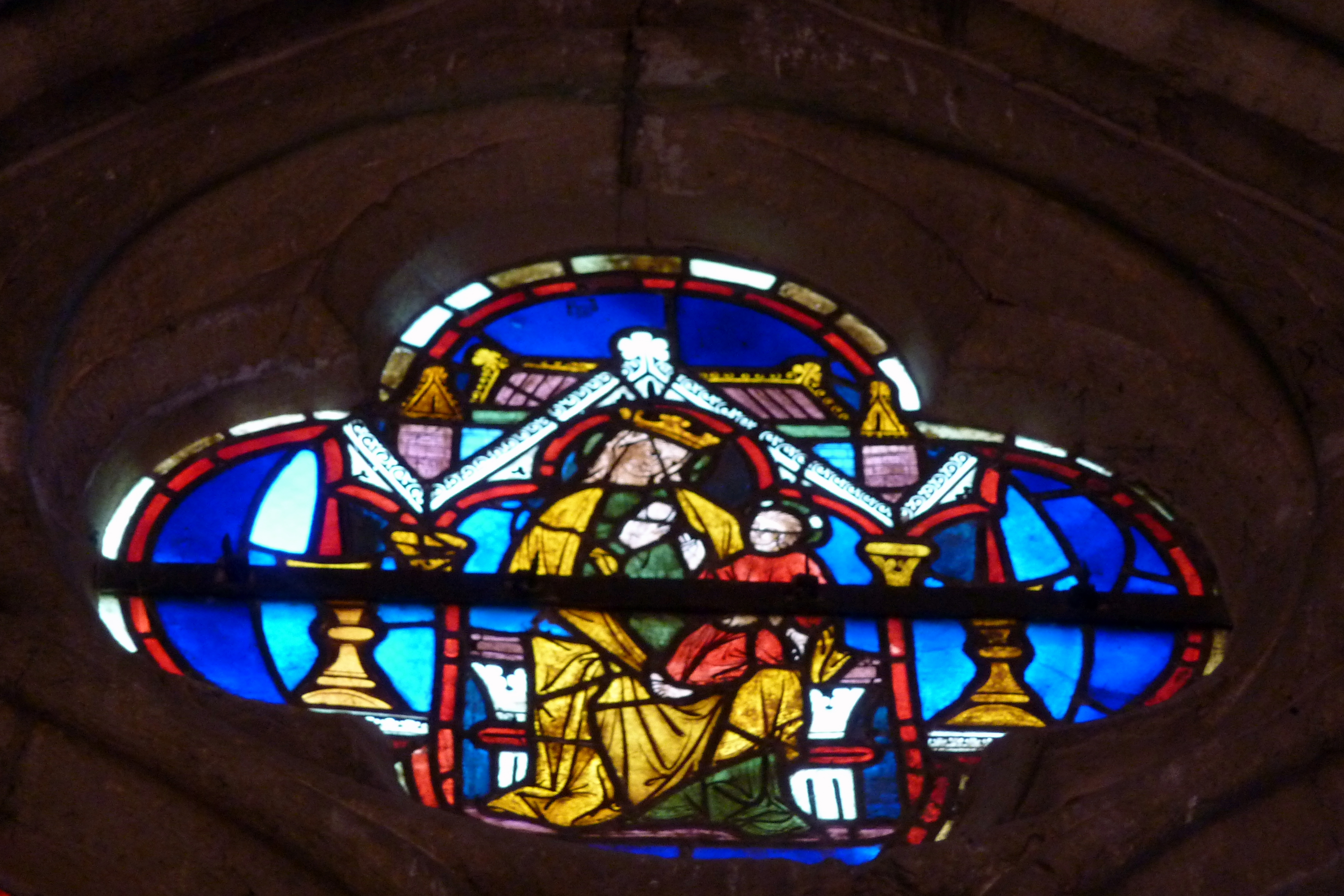
Madonna mit Kind

- Nördliches Chorfenster (Fenster 1)

Das nördliche Fenster ist Johannes dem Täufer, dem Evangelisten Johannes, dem heiligen Sulpicius, dem ursprünglichen Schutzpatron des Priorats, und dem heiligen Nikolaus gewidmet. Im Vierpassfenster des Bogenfeldes ist eine Madonna mit Kind dargestellt, die auf einem Thron unter einem von Säulen gestützten Dach sitzt.

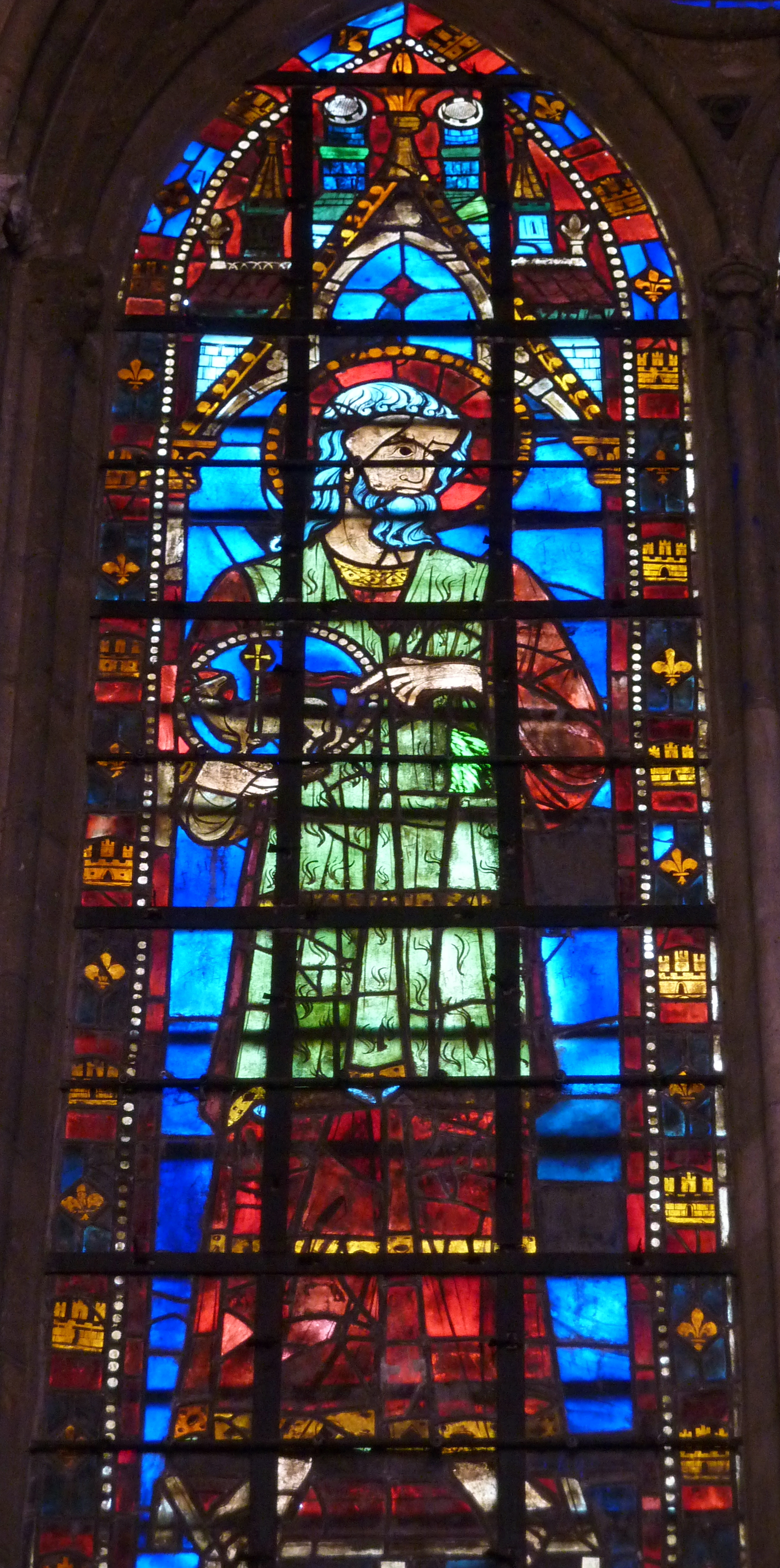
Johannes der Täufer
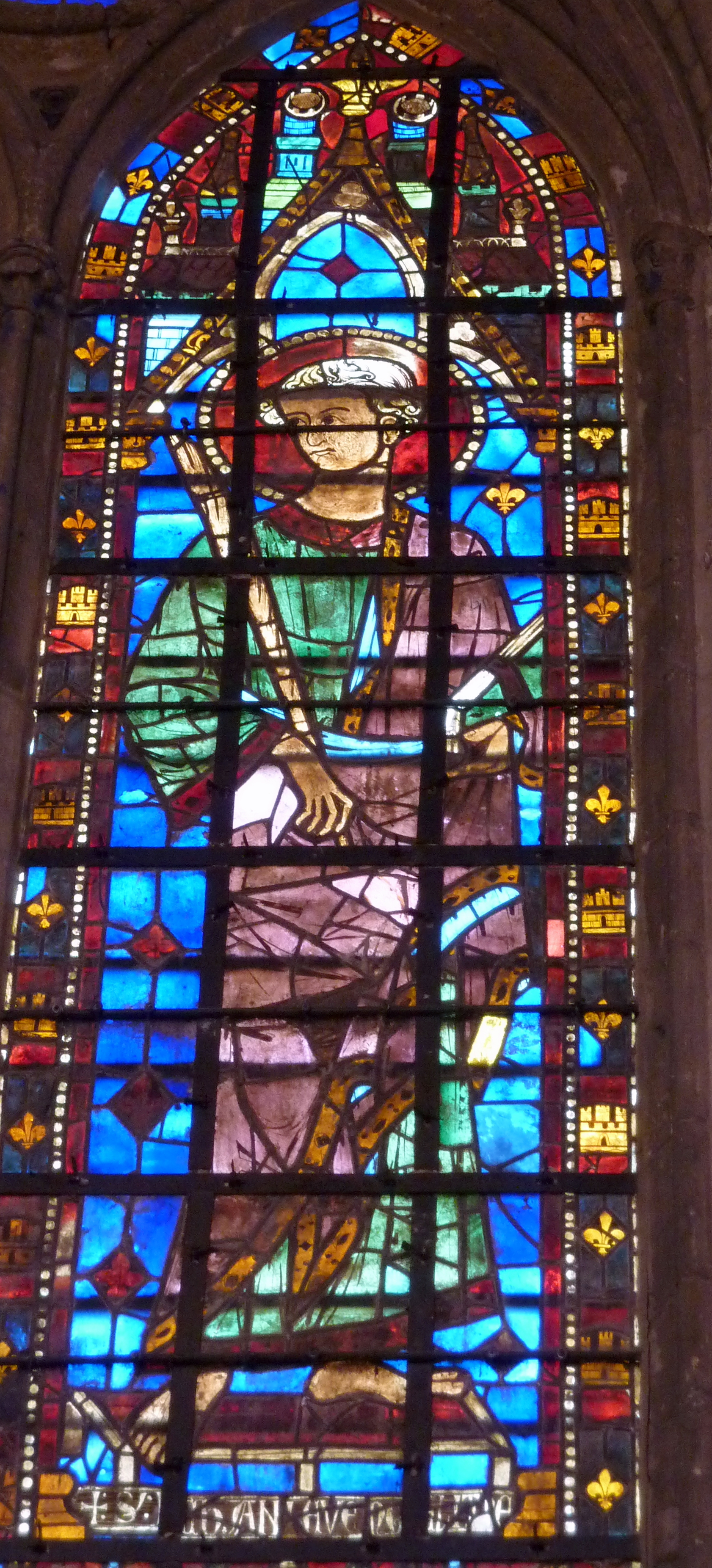
Johannes der Evangelist
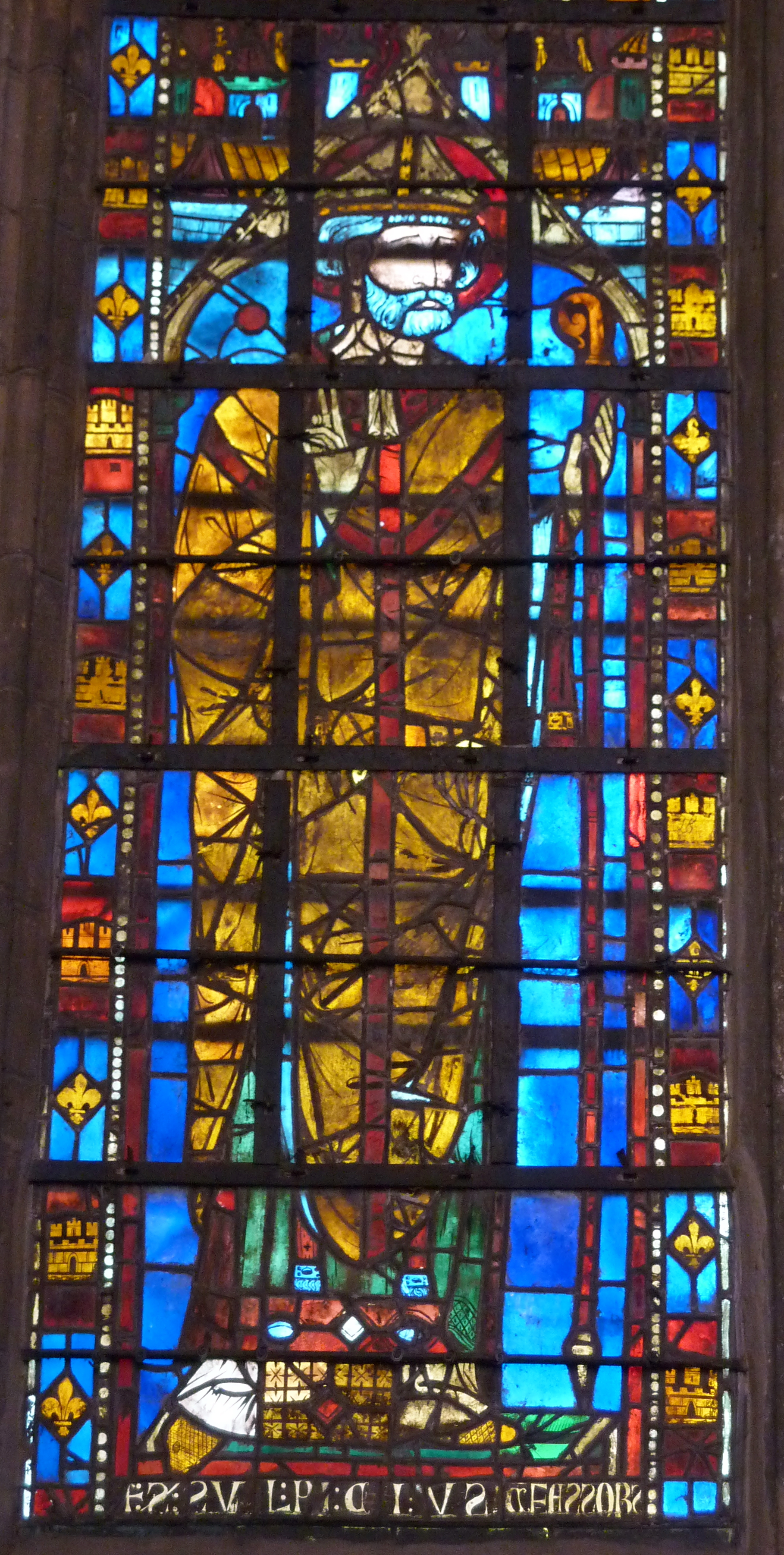
Heiliger Sulpicius
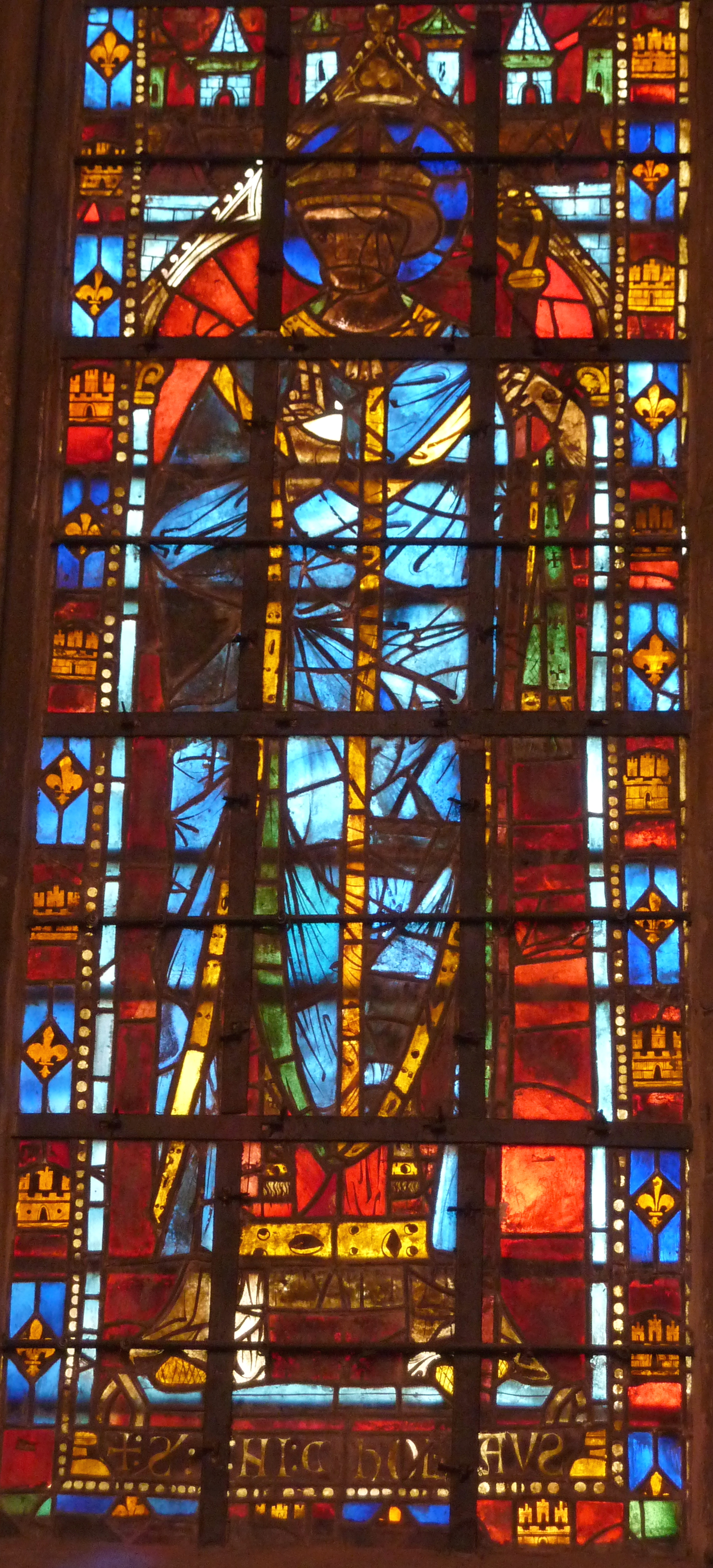
Heiliger Nkolaus

- Südliches Chorfenster (Fenster 2)

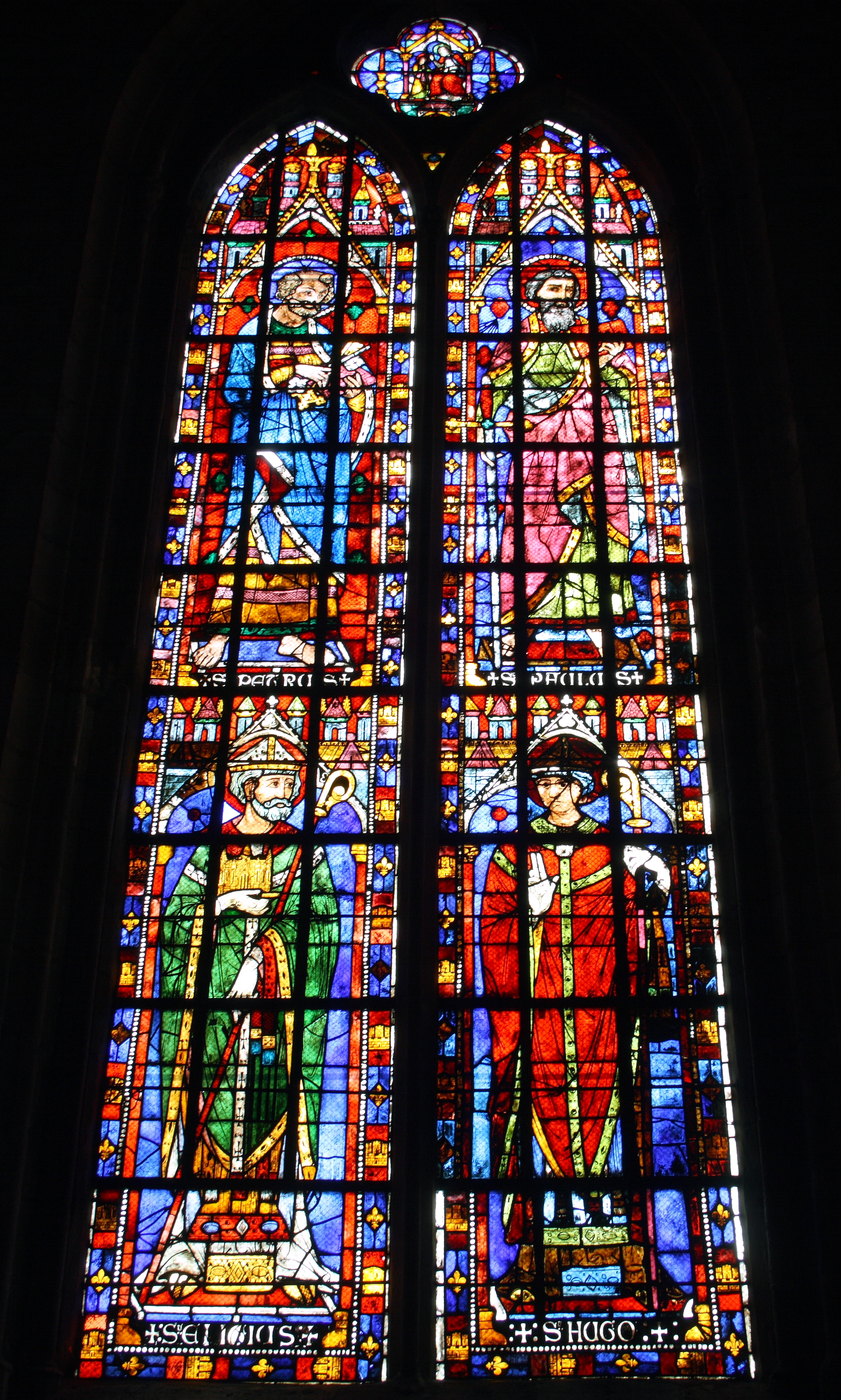
Fenster 2

Auf dem südlichen Fenster sind unten der heilige Eligius und der heilige Hugo und oben die Apostel Petrus und Paulus dargestellt. Im Vierpassfenster ist vielleicht die Unterweisung Mariens oder eine Person, die eine andere segnet, dargestellt. 

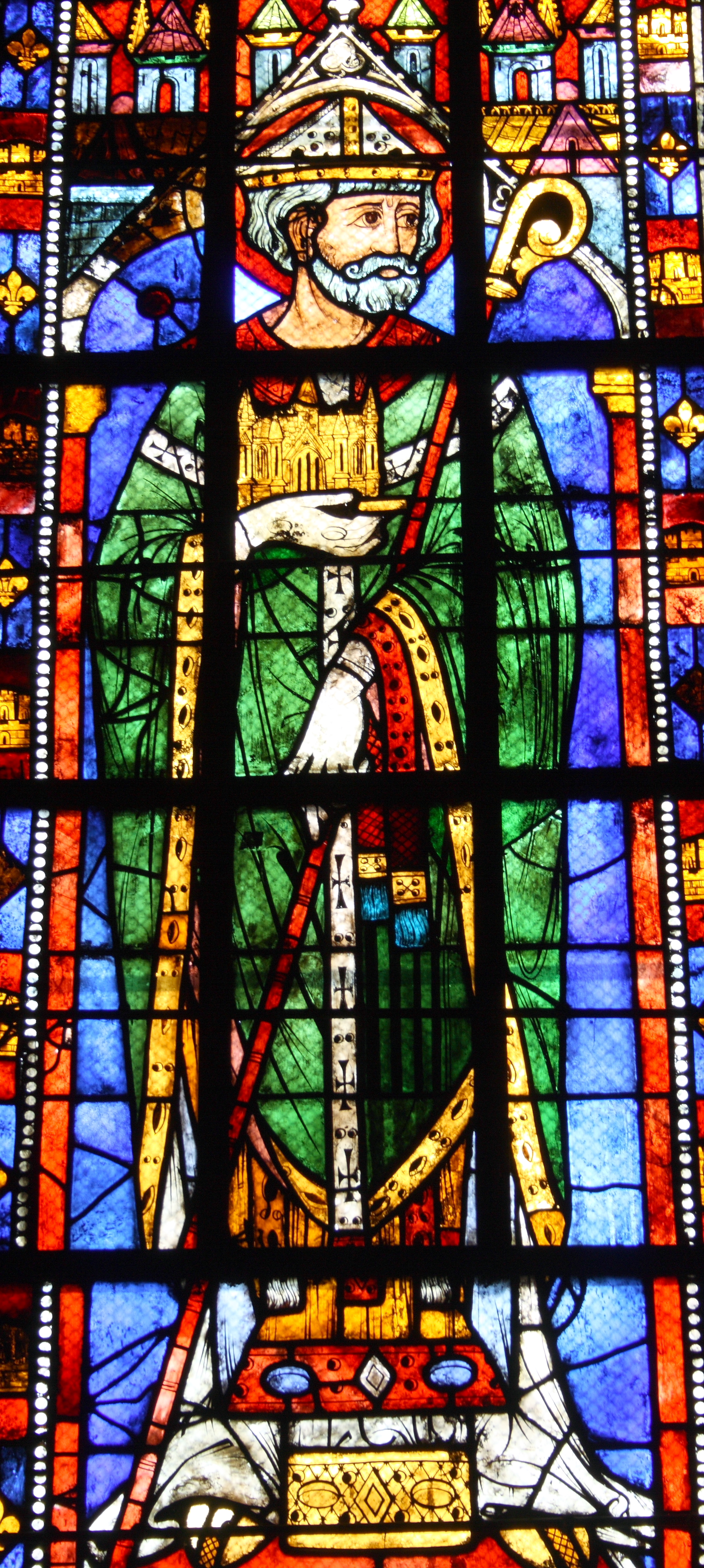
Heiliger Eligius
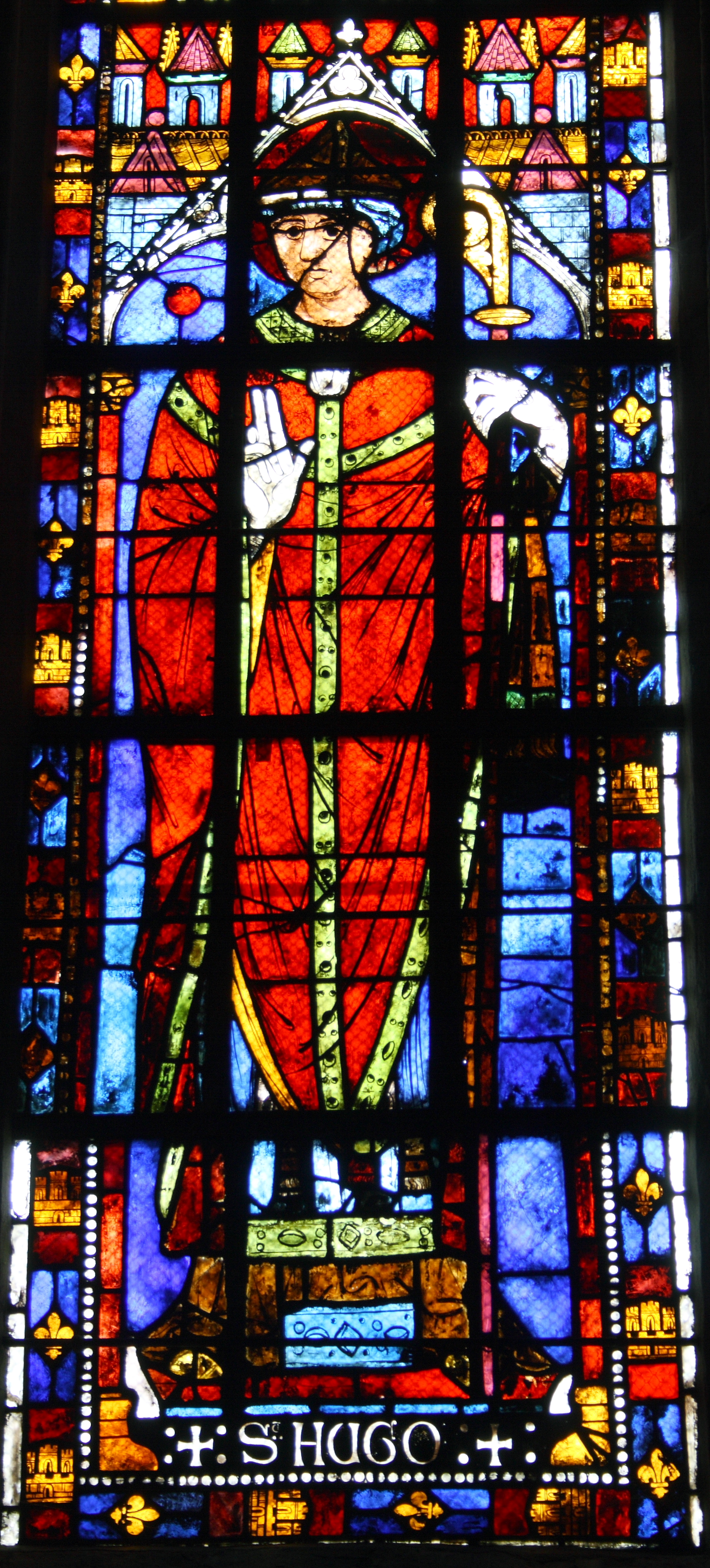
Heiliger Hugo
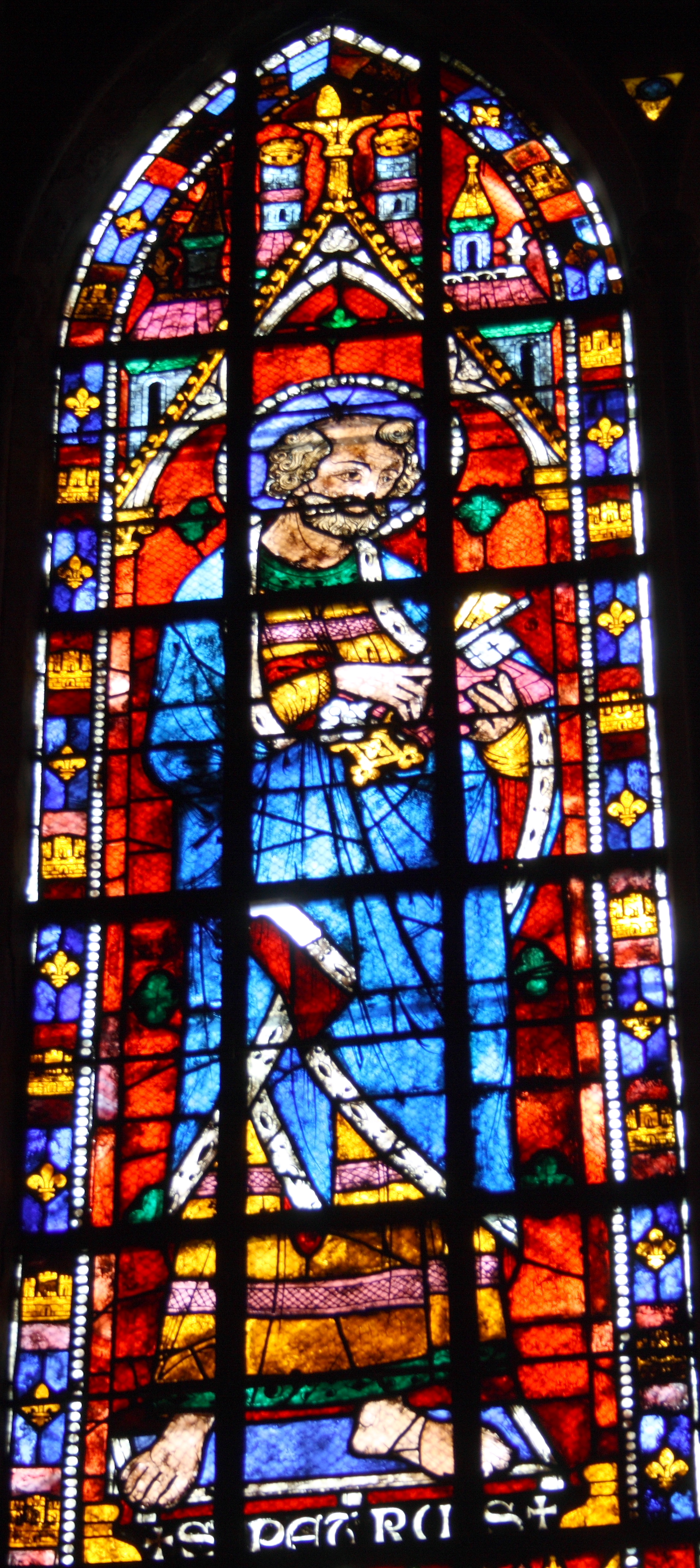
Apostel Petrus
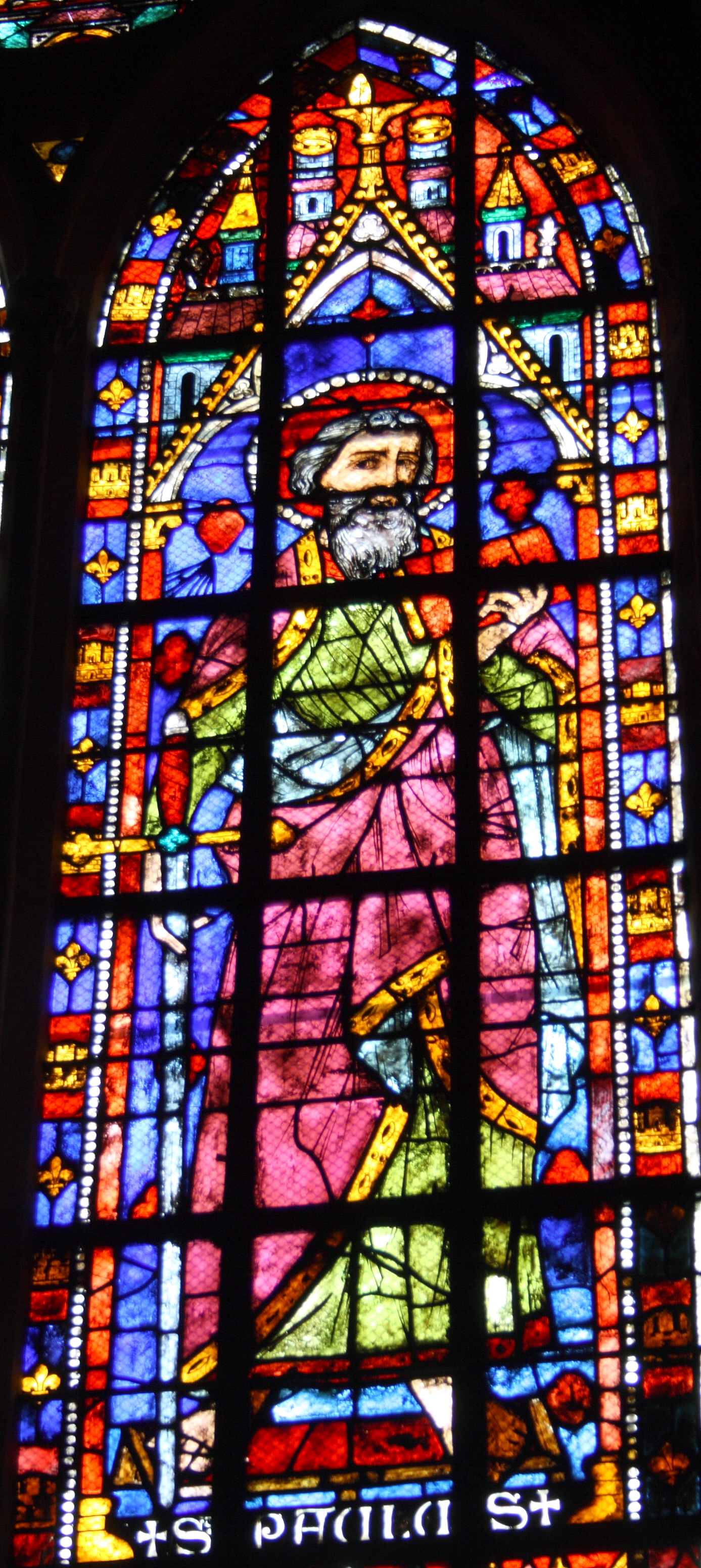
Apostel Paulus

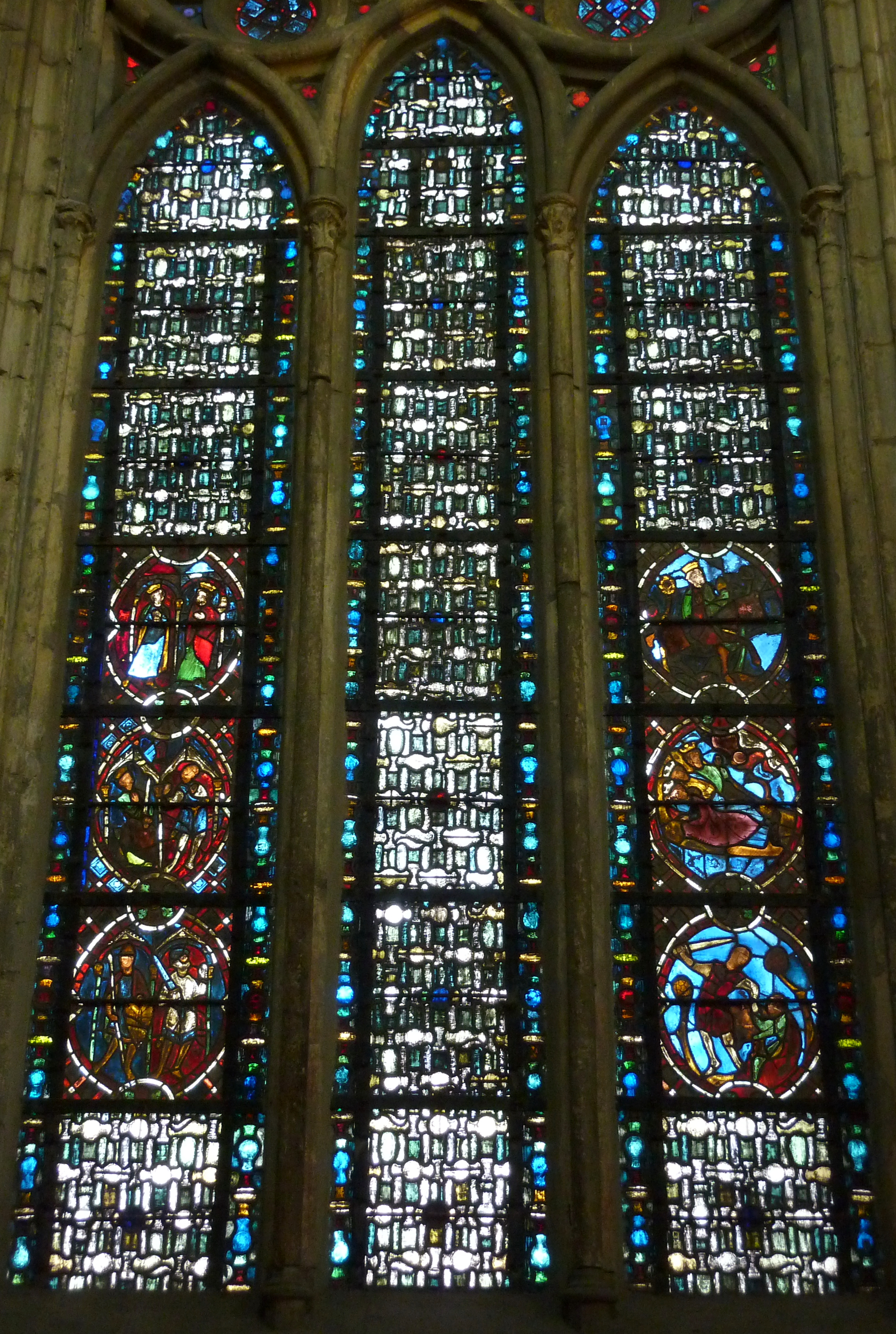
Fenster 3

- Fenster des nördlichen Querhauses (Fenster 3)

Das Fenster des nördlichen Querhauses besitzt sechs Scheiben aus dem 13. Jahrhundert. Sie erinnern an die Heiligen Drei Könige und an die Tötung der Unschuldigen Kinder.

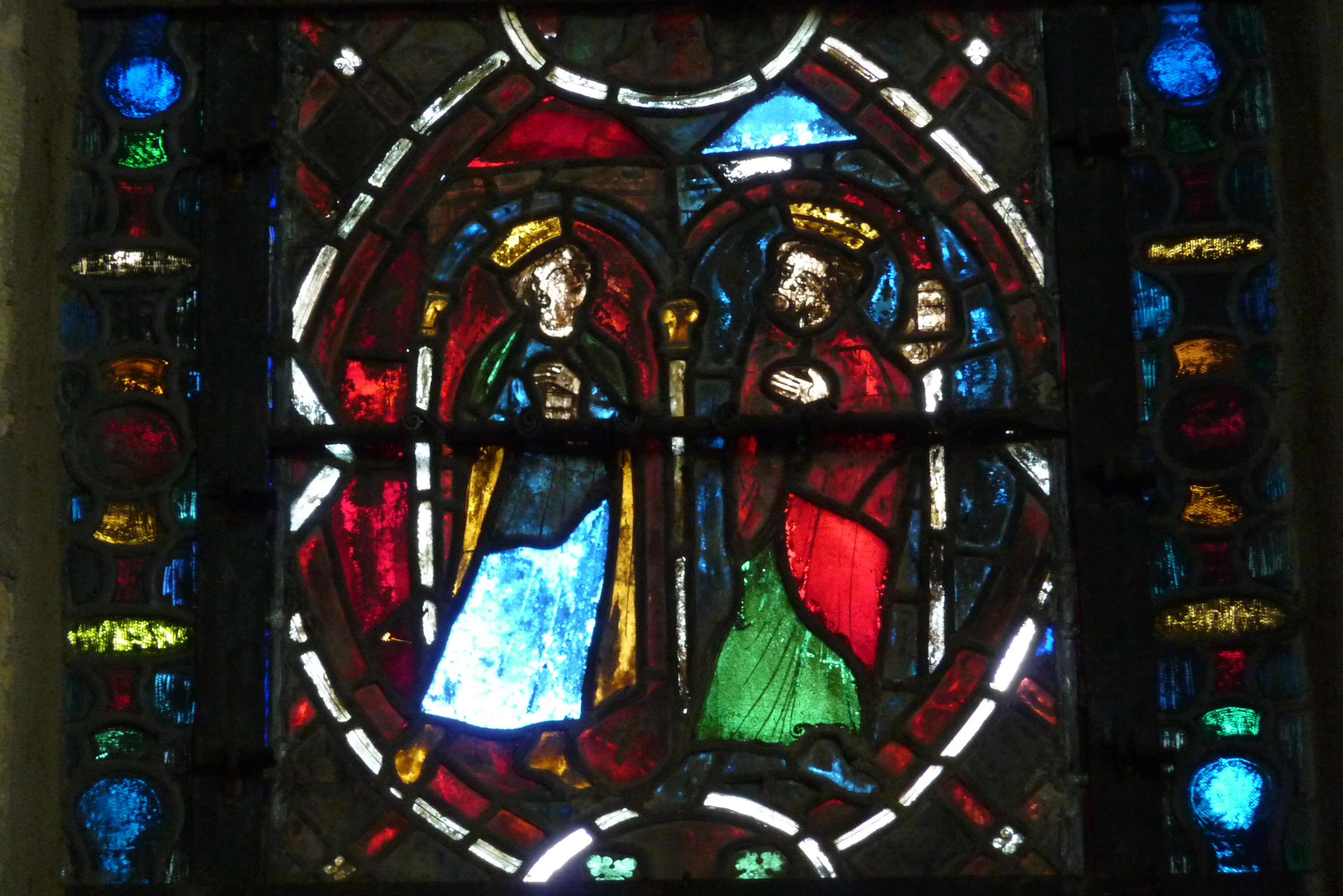
Zwei Könige
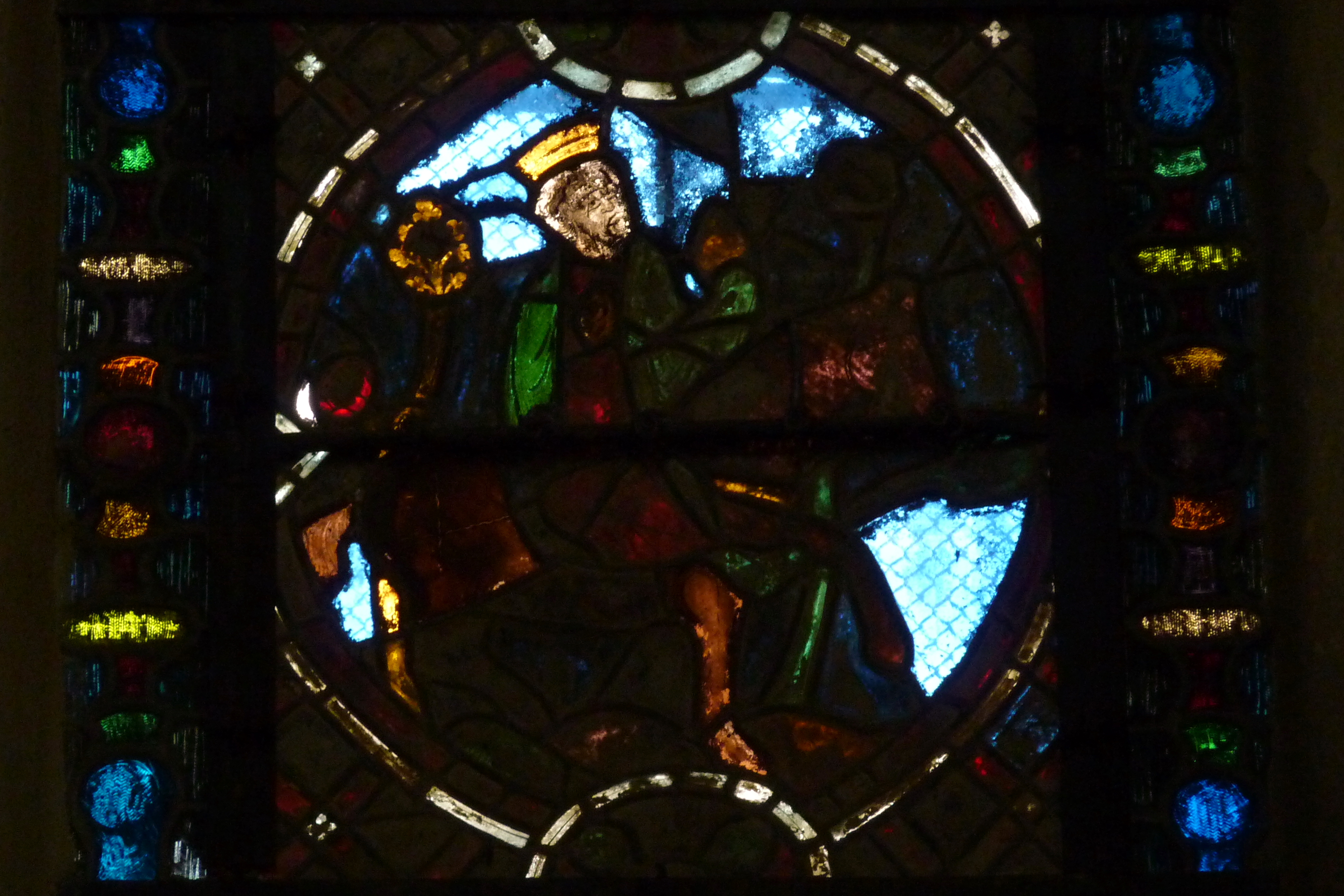
Ein König
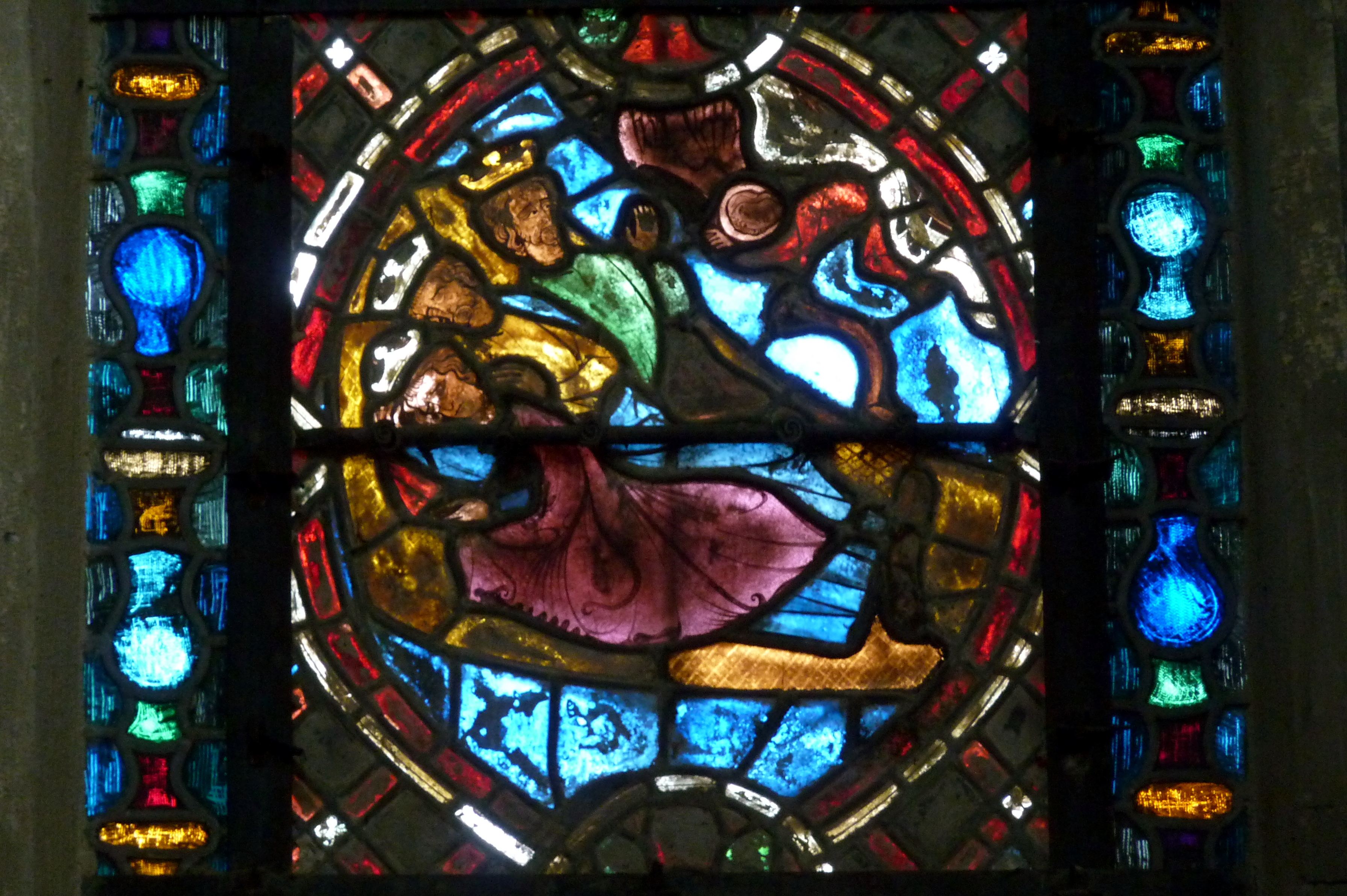
Traum der Heiligen Drei Könige
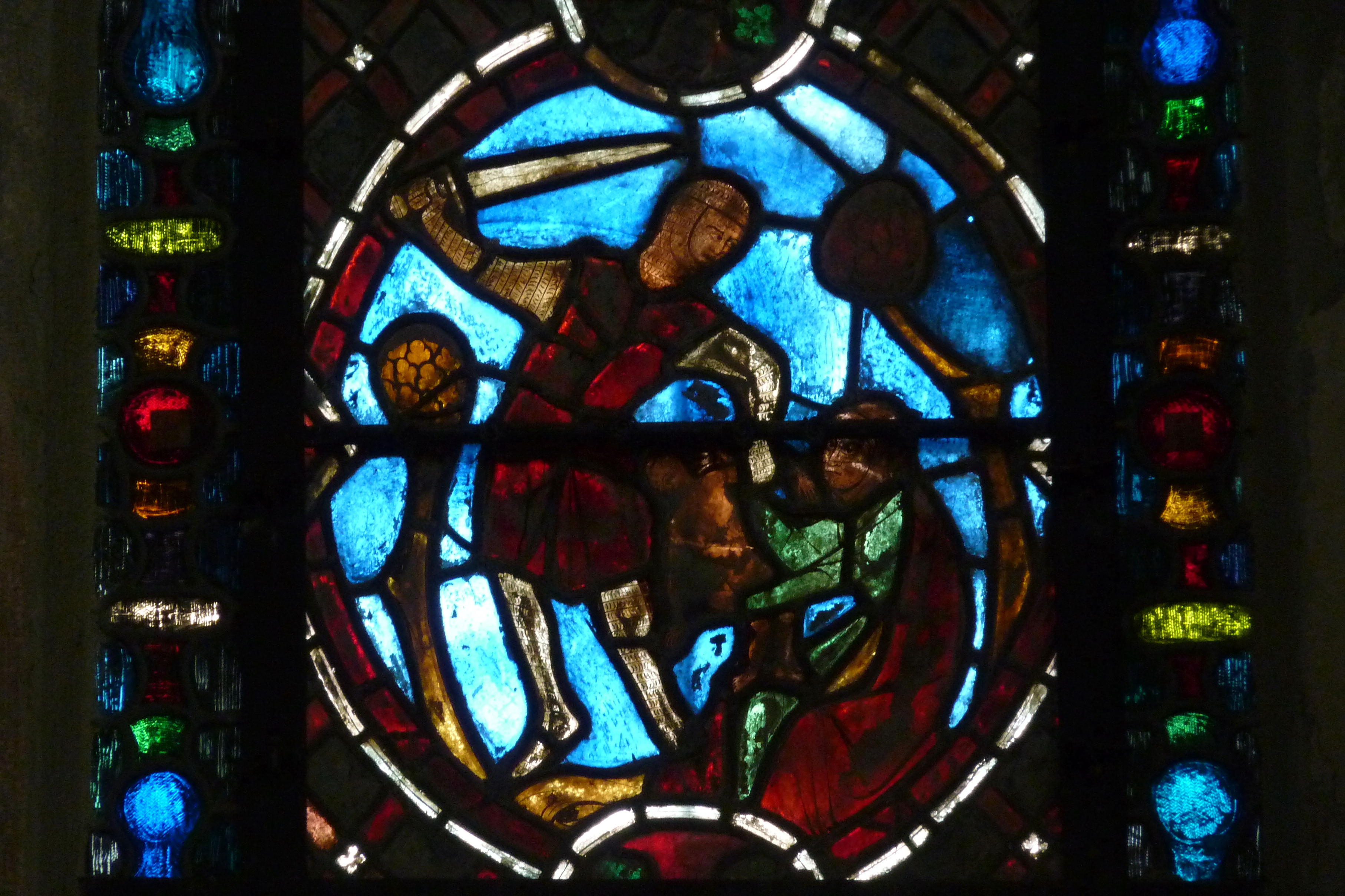
Tötung der Unschuldigen Kinder

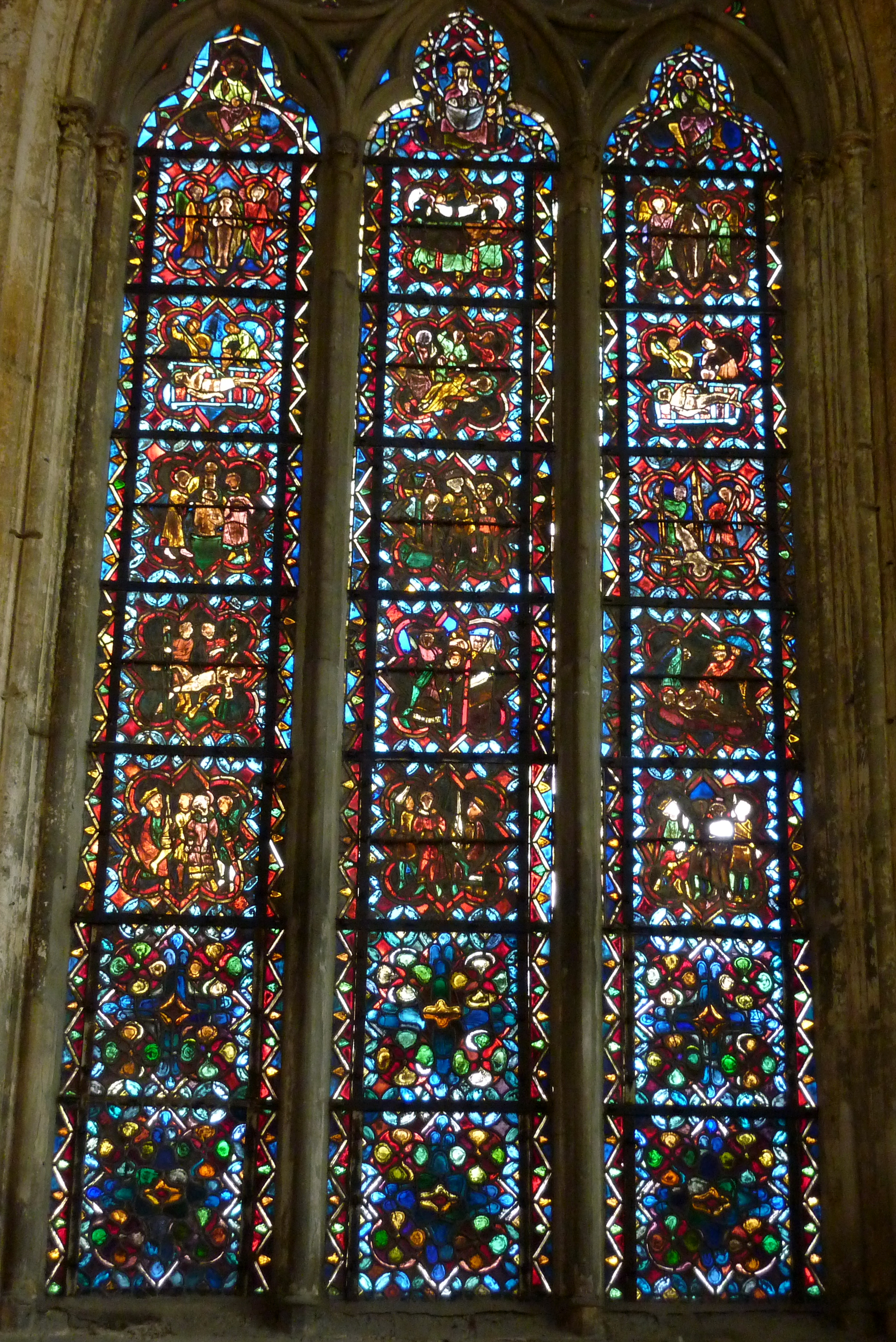
Fenster 4

- Fenster des südlichen Querhauses (Fenster 4)

Das Fenster des südlichen Querschiffarms schildert das Martyrium der drei Diakone, des heiligen Vinzenz (links), des heiligen Stephanus (Mitte) und des heiligen Laurentius (rechts). Auf der linken Lanzette wird der heilige Vinzenz verhört, gefoltert, in einem Kessel mit heißem Öl gesiedet, auf einem Rost gegrillt und danach von Engeln empfangen. Die Szenen auf der mittleren Lanzette zeigen das Verhör des heiligen Stephanus, er wird ins Gefängnis geworfen und von einem Richter besucht, gesteinigt und von Engeln aufgenommen. Auf der rechten Lanzette sieht man das Verhör des heiligen Laurentius, er wird gegeißelt, mit dem Kopf nach unten gekreuzigt, auf einem Rost gegrillt und anschließend von Engeln in Empfang genommen. Auf den oberen Dreipassfenstern sind die drei Märtyrer nochmals dargestellt.

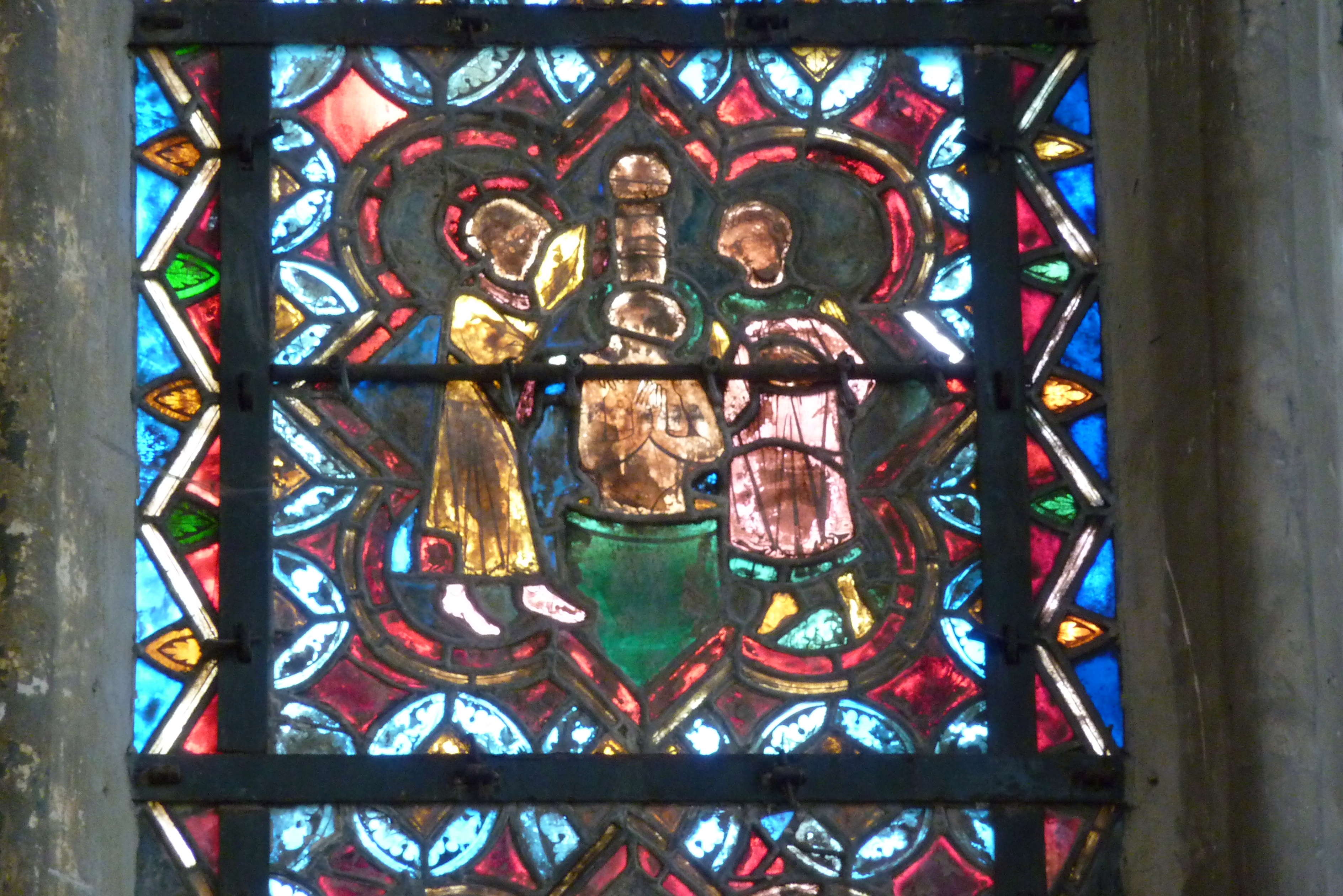
Vinzenz wird in einem Ölkessel gesiedet
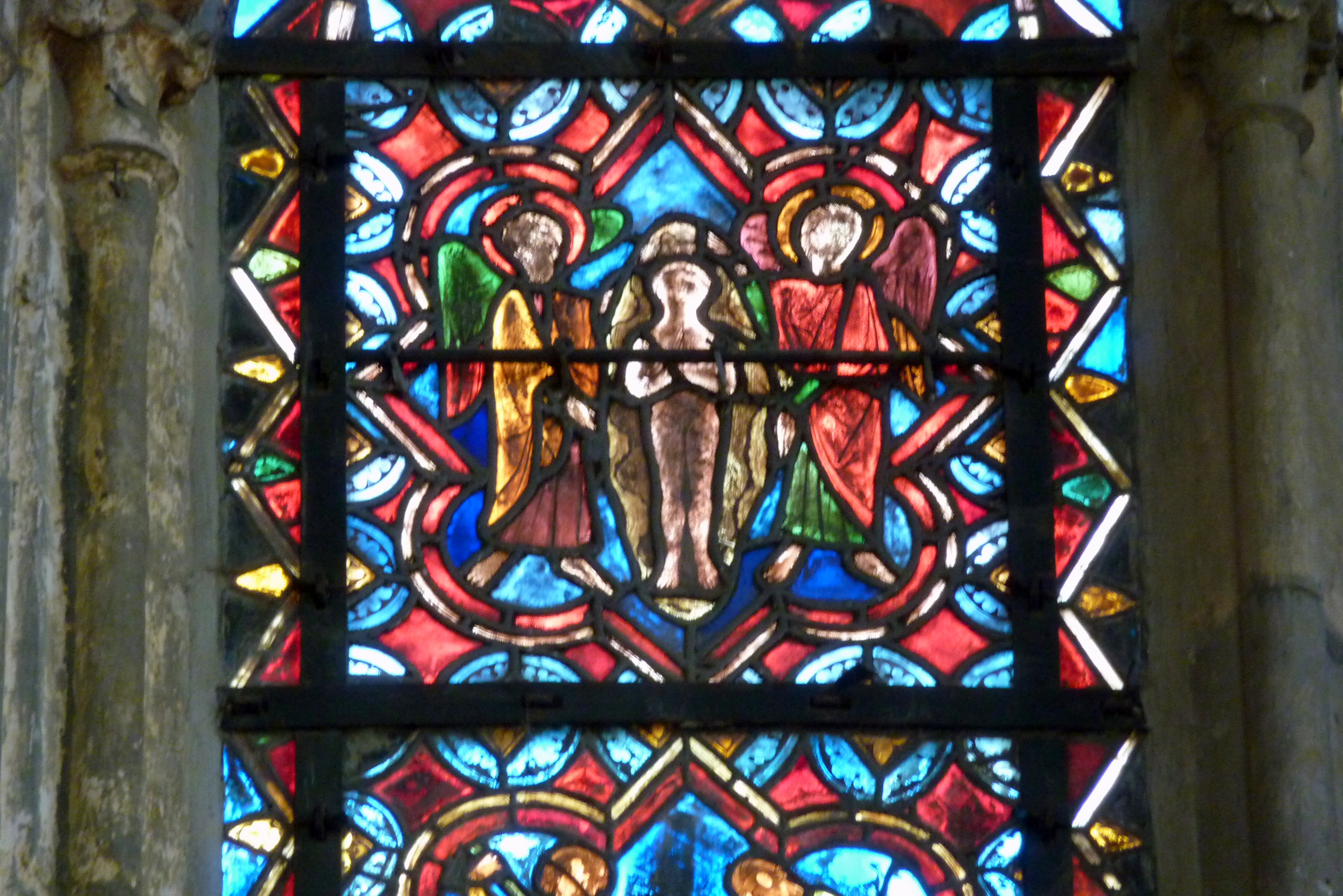
Vinzenz wird von Engeln aufgenommen
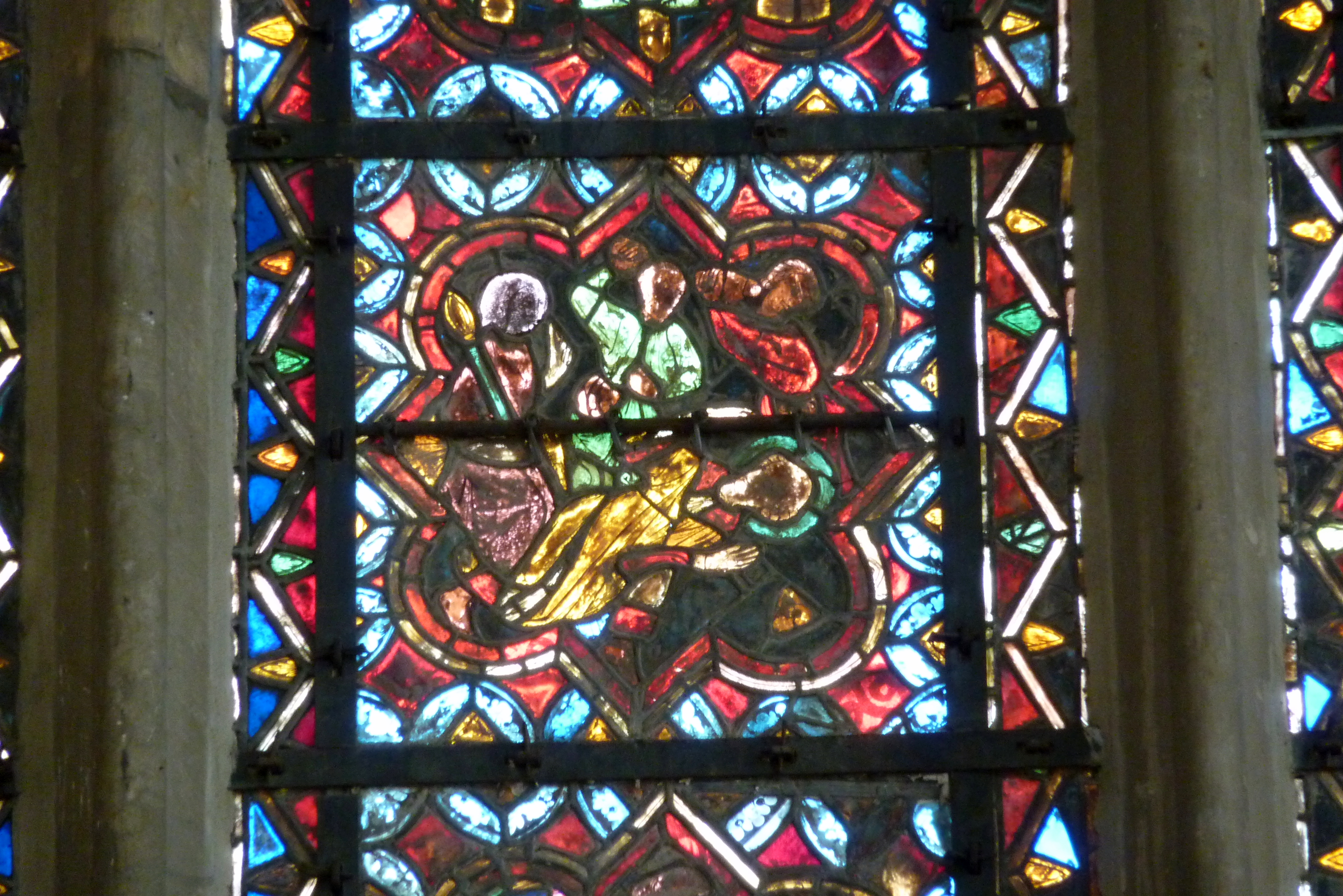
Steinigung des heiligen Stephanus
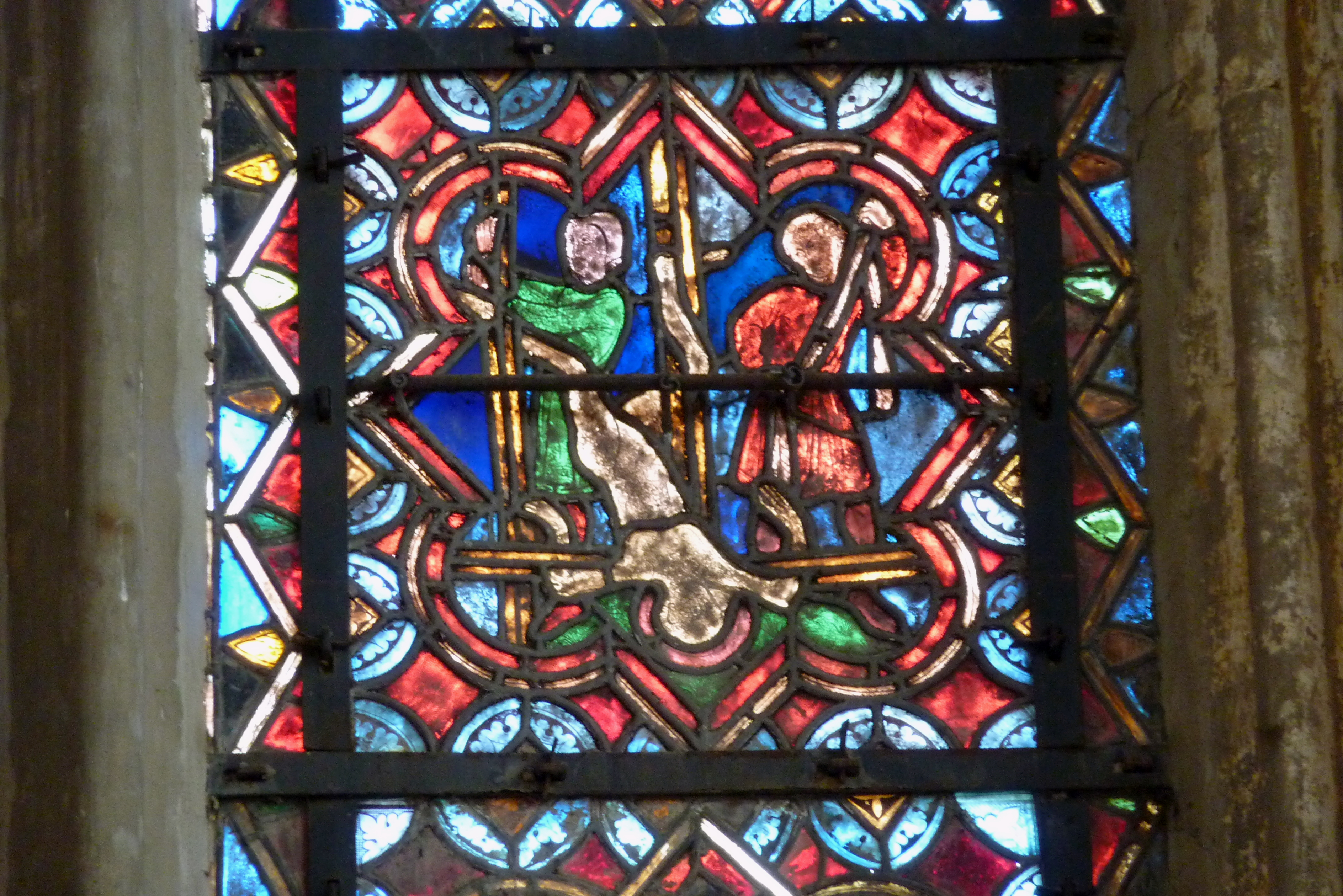
Laurentius wird mit dem Kopf nach unten gekreuzigt

## Chorgestühl

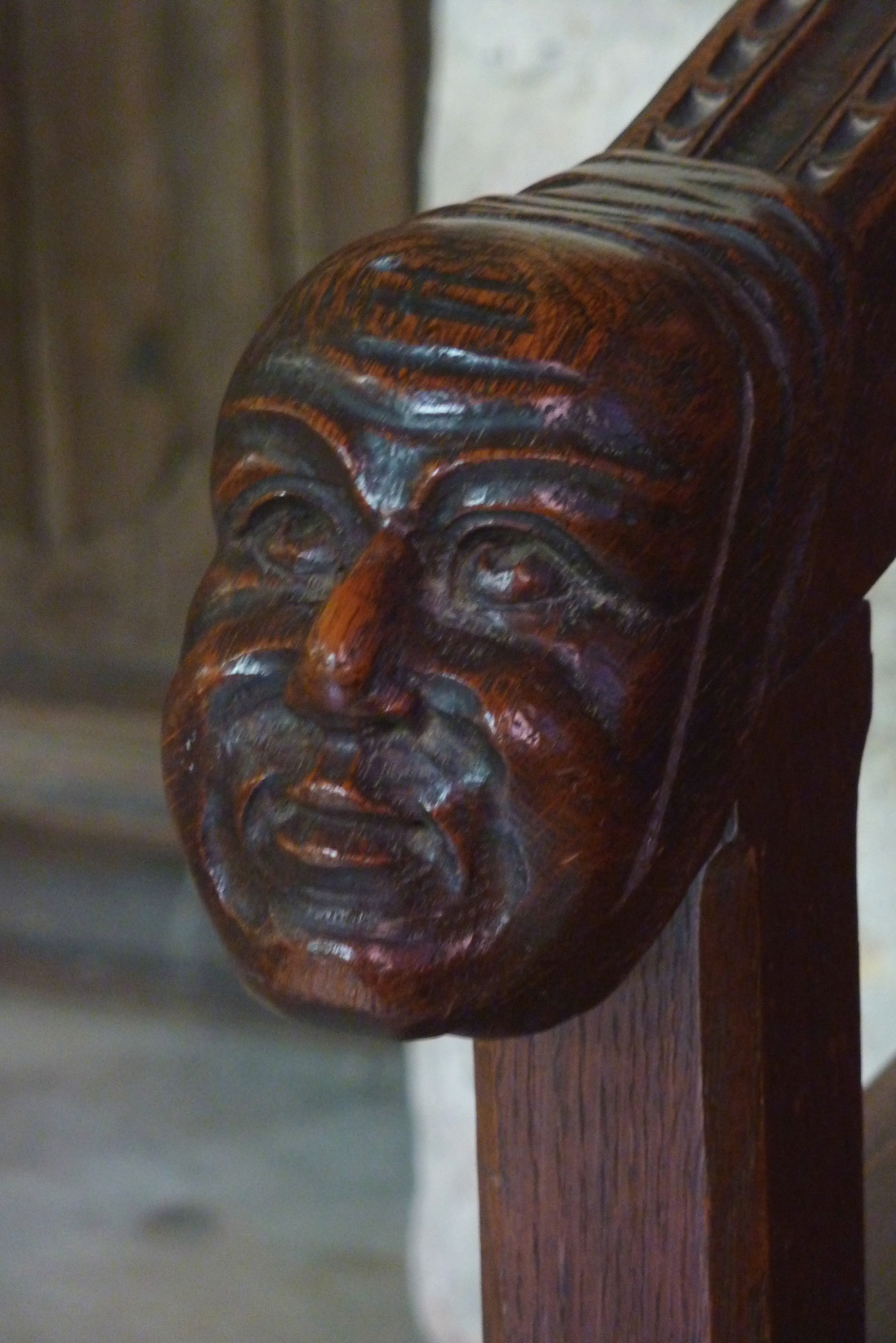
Holzgeschnitzter Kopf am Chorgestühl

Die 32 aus Eichenholz geschnitzten Chorstühle stammen aus dem späten 15. Jahrhundert und waren ehemals im Schiff aufgestellt. Armlehnen und Miserikordien sind mit figürlichen Szenen versehen.

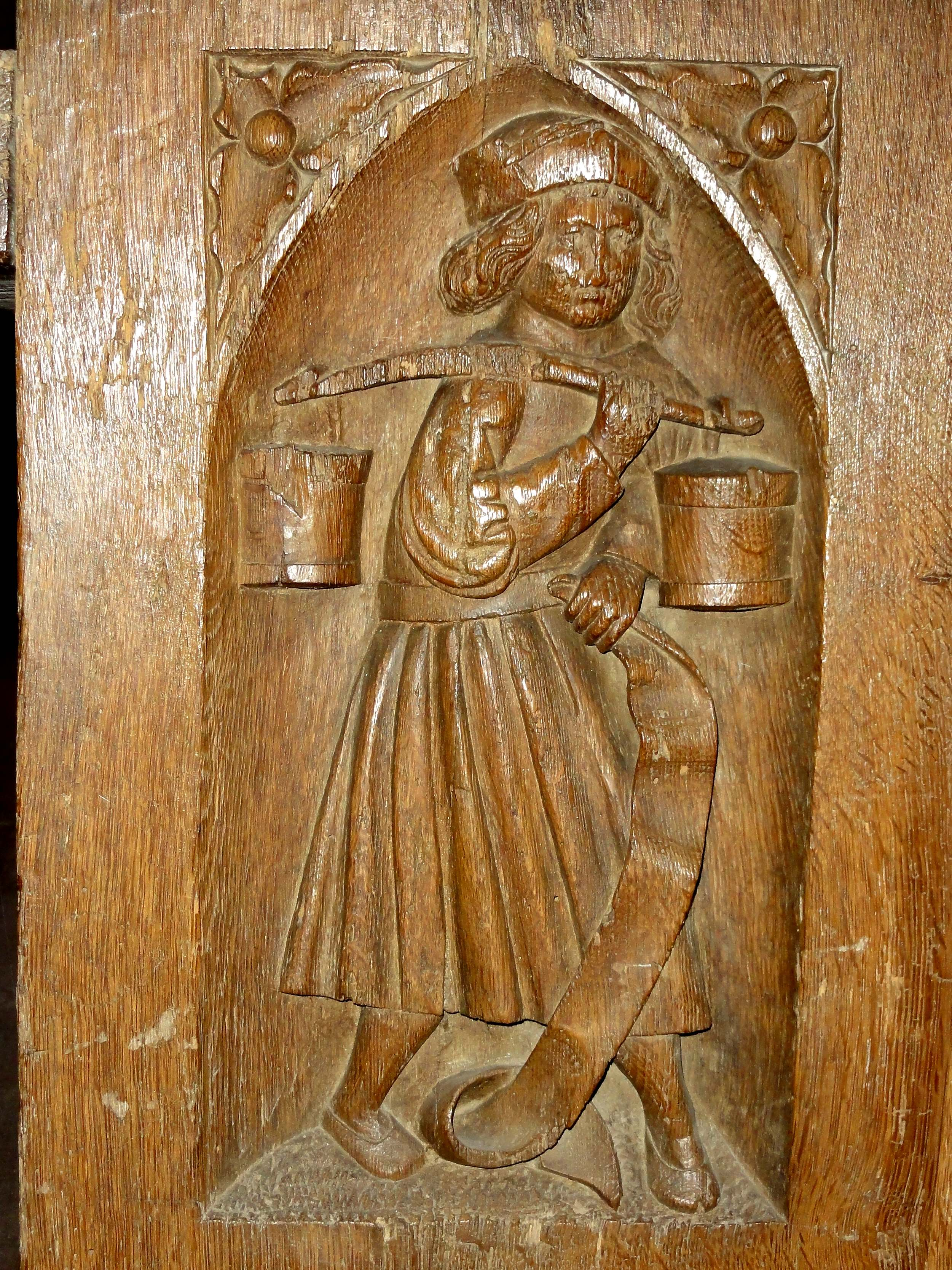
Schnitzerei am Chorgestühl
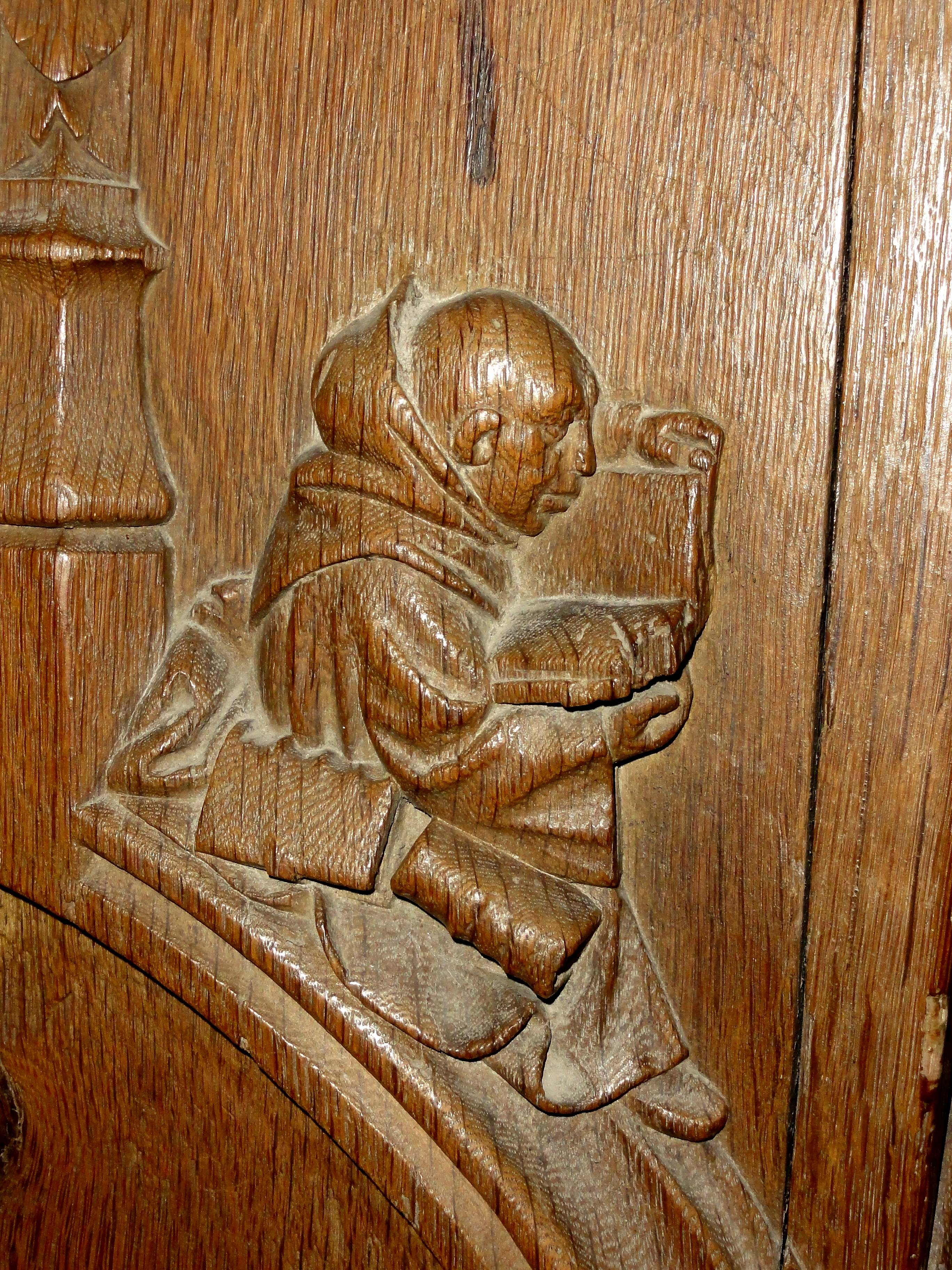
Armlehne
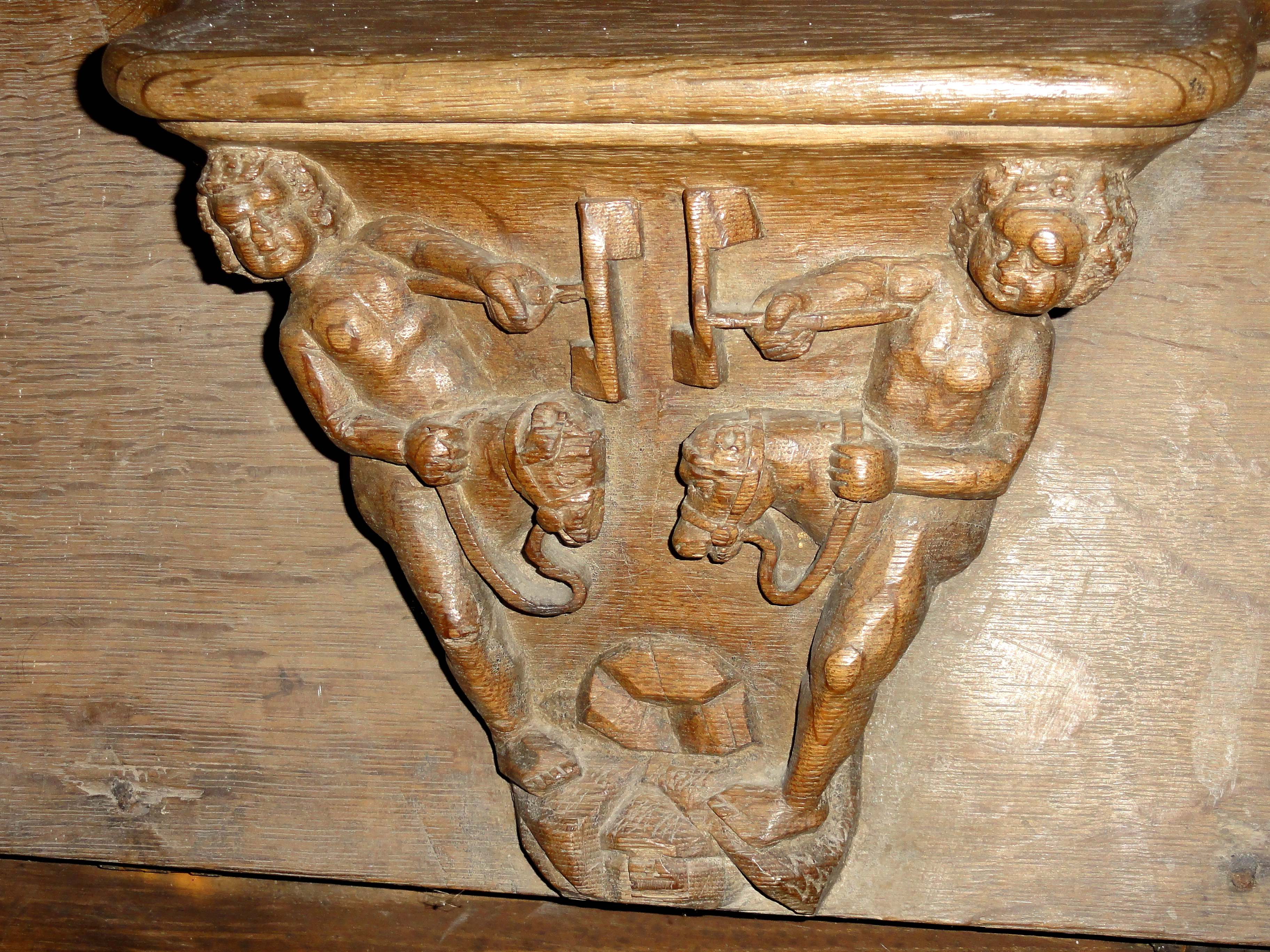
Miserikordie
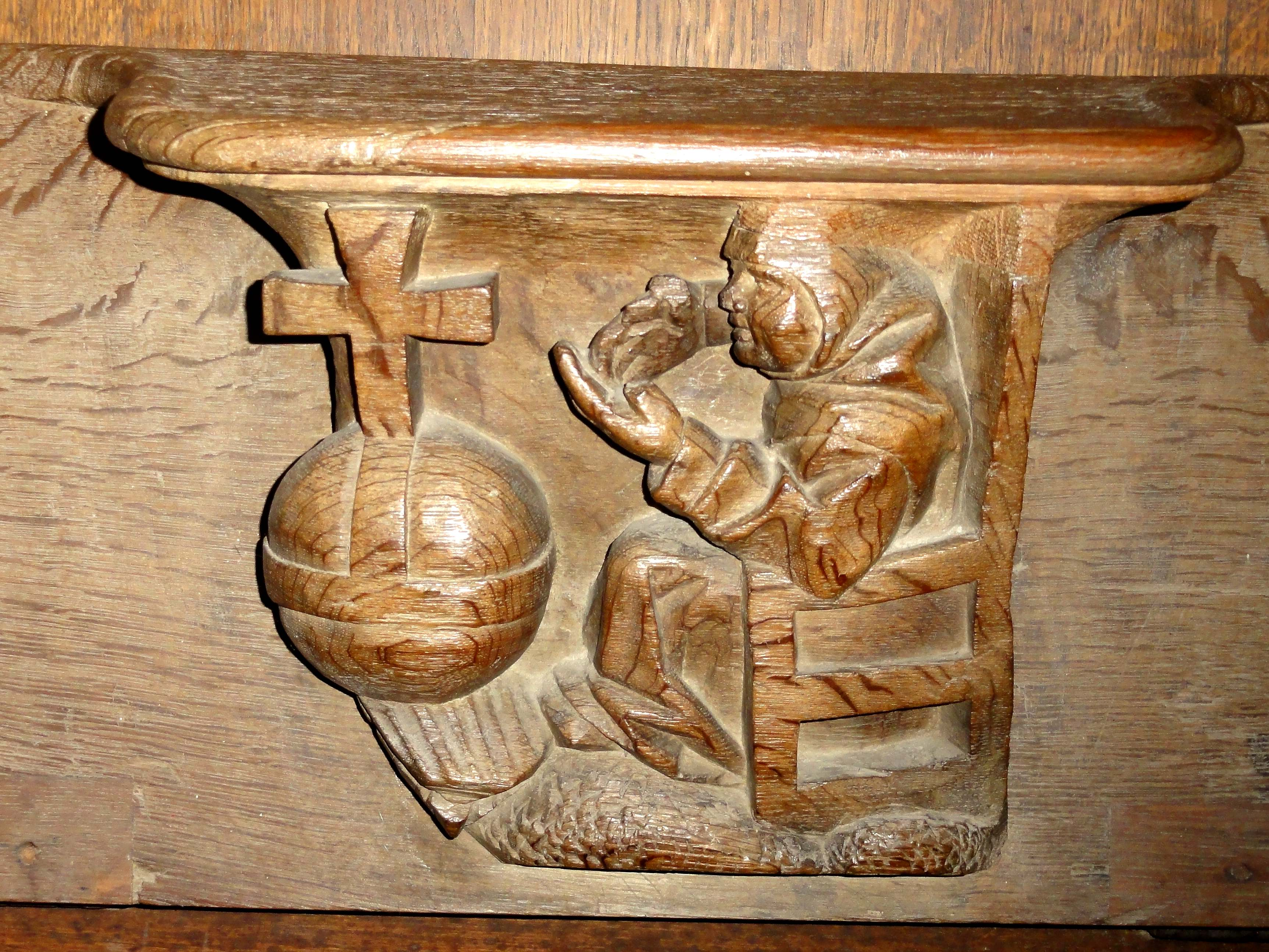
Miserikordie

## Weitere Ausstattung
- Die Liegefigur eines Bischofs oder Abtes wird in die Zeit um 1170/80 datiert.[5]
- In der Kirche befindet sich die Grabplatte des Priors Thomas de Breinne, der nach der darauf eingemeißelten Inschrift im Jahr 1278 gestorben ist.[6]
- Die Kalksteinschale des Taufbeckens stammt aus dem 13. Jahrhundert. Sie hat die Form eines unregelmäßigen Achtecks. Der obere Rand ist mit einem Weinlaubfries verziert.[7]
- Die holzgeschnitzten Chorschranken stammen aus dem 17. Jahrhundert und sind mit Tiermotiven verziert.[8]

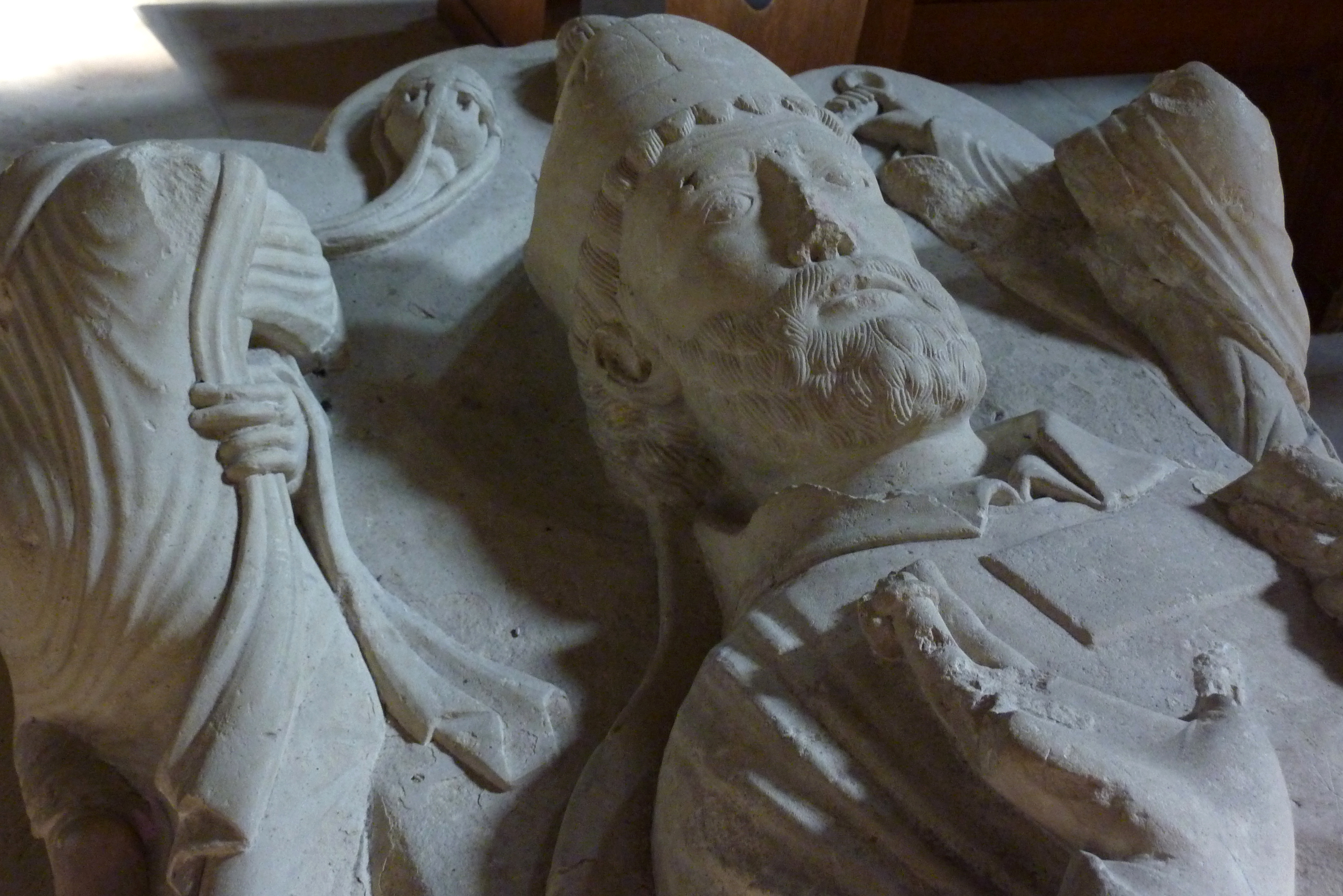
Liegefigur eines Bischofs oder Abtes
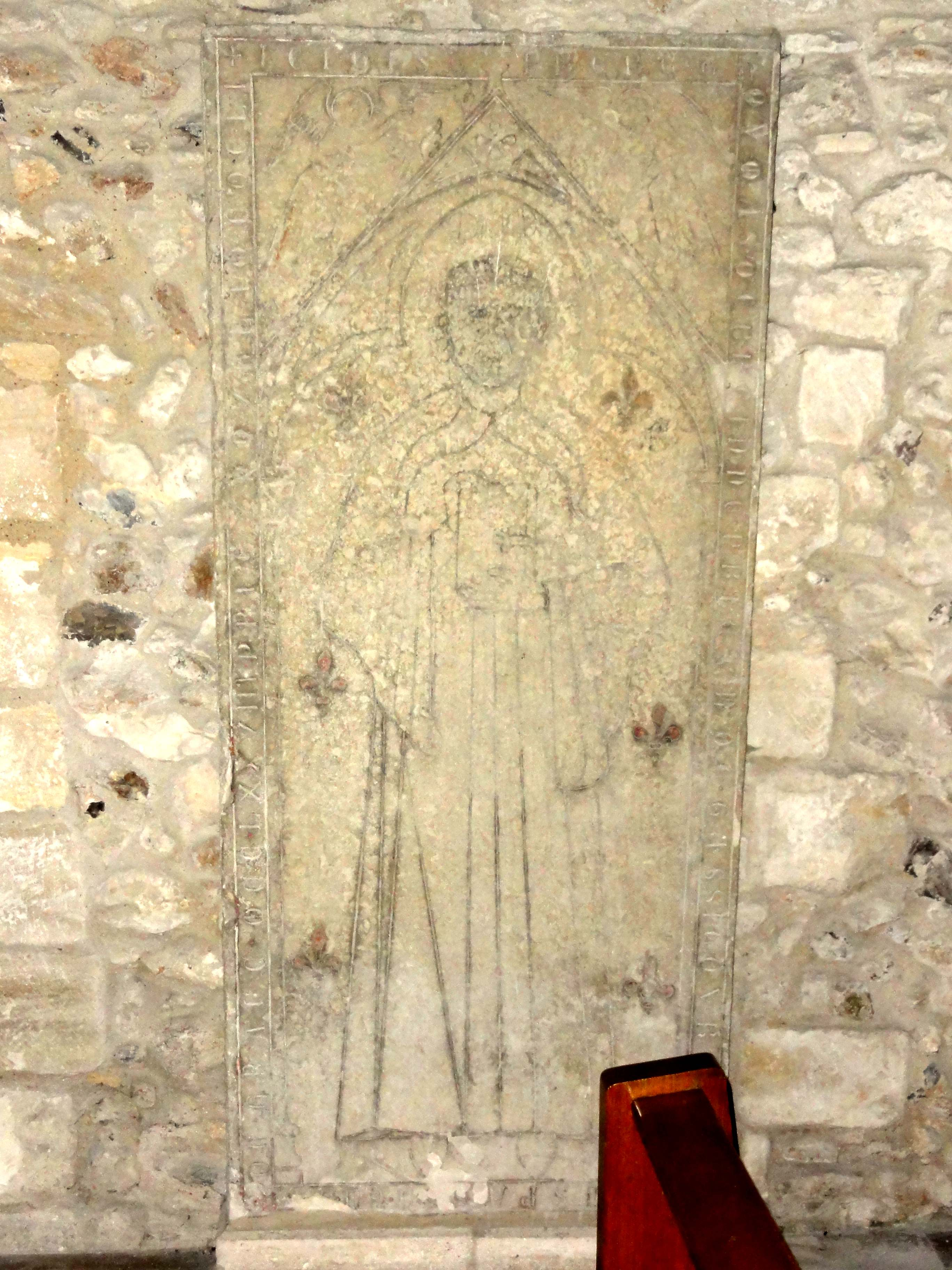
Grabplatte
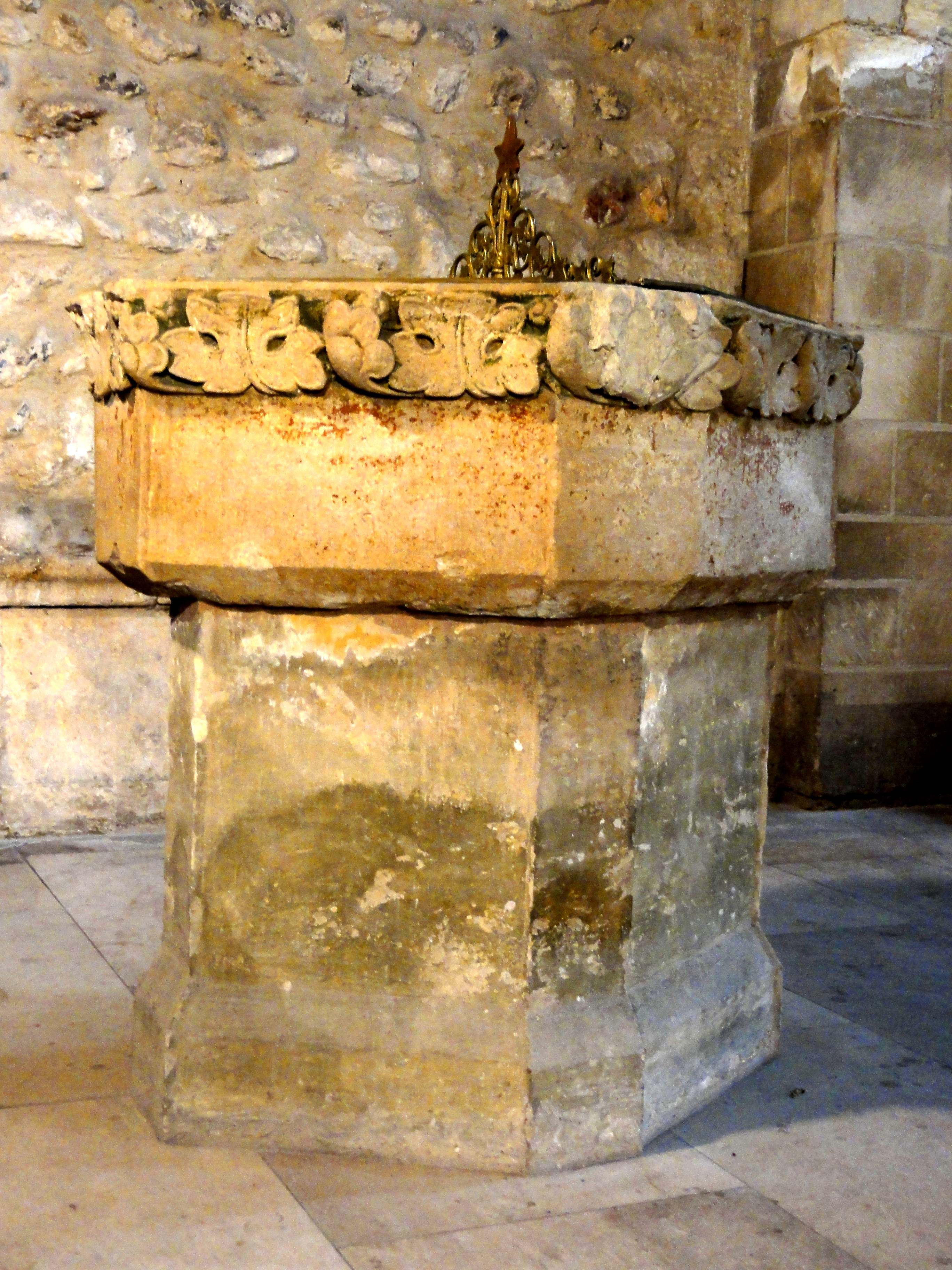
Taufbecken
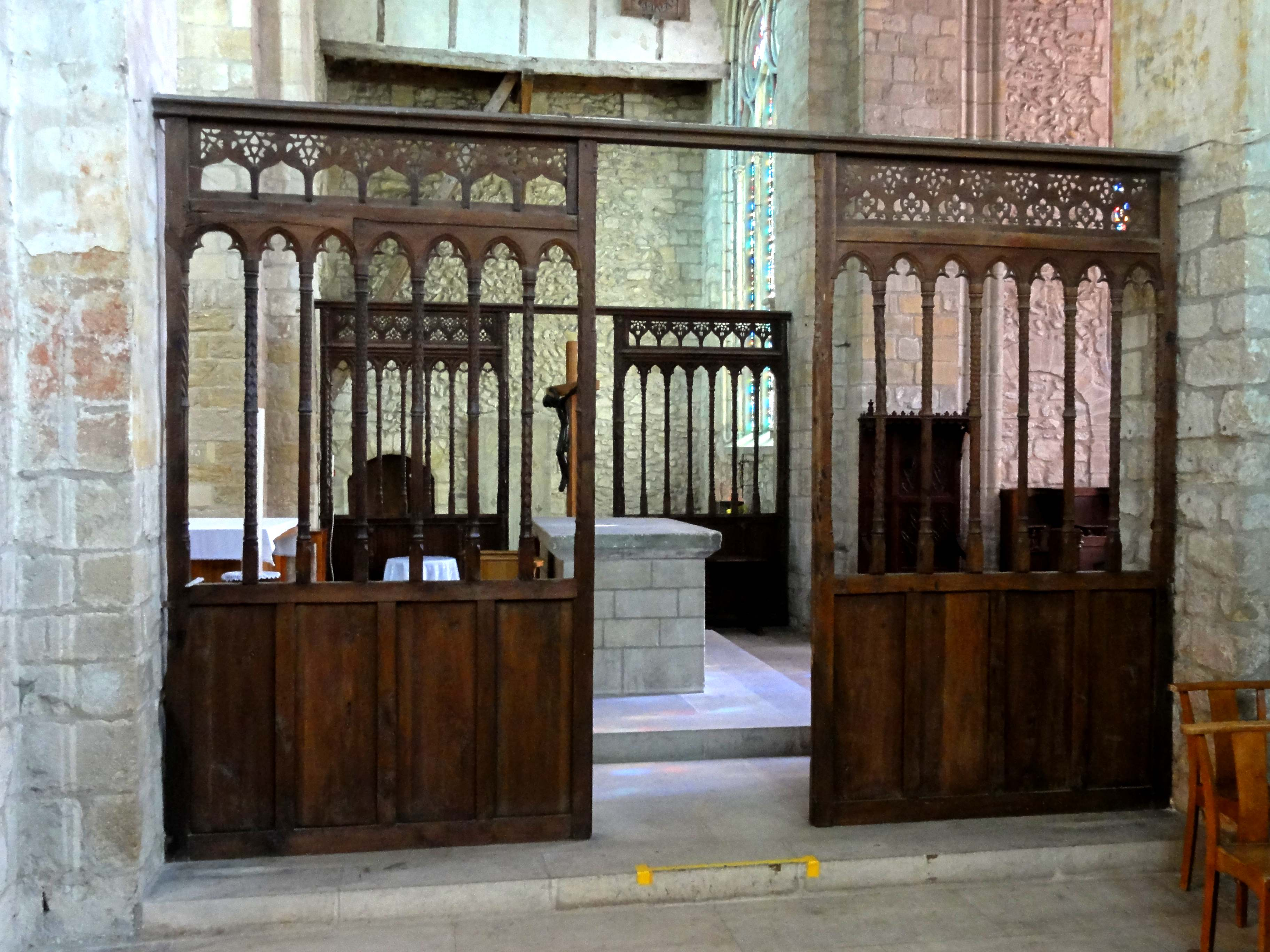
Chorschranke